# MESSENGER
Mercury Surface, Space Environment, Geochemistry and Ranging
Pour les articles homonymes, voir Messenger.
MESSENGER (en anglais MErcury Surface, Space ENvironment, GEochemistry and Ranging, soit en français « Surface, environnement spatial, géochimie et télémétrie de Mercure ») est une mission d’étude de la planète Mercure de l’agence spatiale américaine NASA qui s'est déroulée de 2004 à 2015.
Mercure, planète la plus proche du Soleil, est avant la mission quasiment inexplorée : MESSENGER n’a été précédée que par la sonde Mariner 10, qui a survolé la planète à trois reprises en 1974 et 1975. La mise en orbite autour de Mercure par vol direct nécessite de pouvoir réduire la vitesse orbitale de la sonde de 13 km/s, soit 142 000 km/h. Ainsi, aucune sonde n’avait été placée en orbite autour de Mercure, jusqu’à l’arrivée de MESSENGER. Les progrès de la mécanique spatiale dans les années 1980 et 1990 ont permis de mettre au point des trajectoires balistiques et indirectes exploitant l’assistance gravitationnelle des planètes, MESSENGER a exploité ces techniques en recourant à des phases propulsives successives limitées au cours de son transit de sept ans vers la planète Mercure. C'est ainsi qu'en effectuant six survols rapprochés des planètes intérieures (la Terre, Vénus à deux reprises et Mercure à trois reprises), avec quelques corrections de trajectoire intermédiaires, que la masse de carburant embarqué par MESSENGER a été réduite à un peu plus de 50 % de sa masse totale qui ergols compris était de 1,1 tonne.
MESSENGER est la septième mission sélectionnée par la NASA dans le cadre de son programme Discovery. Celui-ci regroupe des projets d’exploration du système solaire à coût modéré et courte durée de développement. La sonde spatiale emporte sept instruments scientifiques : plusieurs spectromètres, un altimètre laser, un magnétomètre et des caméras. Les spécifications techniques de la sonde et l’orbite retenue pour la partie scientifique de la mission sont largement dictées par les températures pouvant atteindre 350 °C. La sonde effectue ses relevés depuis une orbite polaire fortement elliptique, de 200 km × 15 000 km. L’objectif de la mission est de réaliser une cartographie complète de la planète, d’étudier la composition chimique de sa surface et de son exosphère, son histoire géologique, sa magnétosphère, la taille et les caractéristiques de son noyau, ainsi que l’origine de son champ magnétique. Les données que la mission a collecté doivent contribuer à affiner la connaissance des mécanismes de formation et d’évolution du Système solaire.
La sonde spatiale, lancée le 3 août 2004, se place en orbite autour de la planète le 18 mars 2011. La fin de la mission, fixée initialement à mars 2011, est repoussée jusqu'en avril 2015. Lors de la phase finale, la sonde spatiale est placée sur une orbite plus rapprochée qui permet de prolonger la durée d'observation et d'augmenter la résolution des données. La sonde spatiale s'écrase sur le sol de Mercure le 30 avril 2015, après l'épuisement des ergols qui lui permettaient de se maintenir en orbite.
La mission a fourni un grand nombre d'informations scientifiques. Elle a permis de compléter la couverture photographique de la planète qui a révélé des formations qui n'ont jusqu'à présent pas trouvé d'explications. Par ailleurs, plusieurs découvertes inattendues sur la composition du sol de Mercure ont été effectuées, tandis que le champ magnétique mesuré a confirmé la présence d'un noyau partiellement liquide. Malgré la proximité du Soleil de l'eau stockée sous forme de glace a été détectée dans les régions polaires qui sont plongées en permanence dans l'ombre.

## Contexte

### Historique

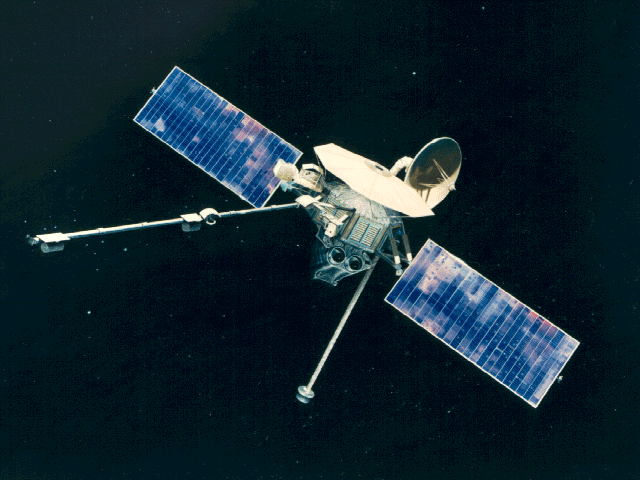
La sonde Mariner 10.

Mercure est une planète difficile à atteindre du fait de sa position dans le puits gravitationnel du Soleil. Aussi, MESSENGER n'est que la deuxième sonde spatiale à avoir approché Mercure.

#### La mission Mariner 10
Mariner 10 est le seul engin spatial à avoir précédé MESSENGER et survolé Mercure à trois reprises en 1974 et 1975. Cette sonde, lancée par la NASA le 3 novembre 1973 en direction de Vénus, a utilisé pour la première fois l’assistance gravitationnelle d’une planète (Vénus) pour atteindre Mercure, dont le survol n’était pas prévu au lancement. Équipée d’une caméra, d’un magnétomètre et de plusieurs spectromètres, Mariner 10 a notamment permis de découvrir un champ magnétique significatif et de mesurer la forte densité de la planète, deux facteurs révélateurs d’un noyau ferreux de grande taille. Les télescopes terrestres les plus puissants n’avaient pas permis d’obtenir des images de qualité de la surface, du fait de la proximité de l’alignement avec le Soleil. Les photos prises par Mariner 10 ont permis de cartographier près de 45 % de la surface de la planète, avec une résolution d’environ 1 km, et révéler une surface ancienne, couverte de cratères, à l’apparence très proche de celle de la Lune.

#### Une planète difficile à atteindre
Aucune mission ne s’est depuis rendue sur Mercure. En effet, la mise en orbite autour de la planète d’une sonde spatiale nécessite de faire face à deux difficultés que seules des évolutions relativement récentes de la technique astronautique ont permis de surmonter. Pour se placer en orbite autour de Mercure en suivant une trajectoire directe, une sonde lancée depuis la Terre doit, en vol direct (orbite de Hohmann), réduire fortement sa vitesse orbitale (de 13 km/s, pour un départ depuis une orbite à 300 km de la surface de la Terre, vers une orbite à 200 km de la surface de Mercure), sans compter l'énergie nécessaire pour se placer dans le plan orbital de Mercure, qui est incliné de 7° par rapport à l’écliptique. Le recours à une trajectoire directe est donc particulièrement coûteux. Au milieu des années 1980, les progrès dans le domaine de la mécanique spatiale rendent ce type de mission réalisable à un coût raisonnable, grâce à un enchainement de manœuvres d’assistance gravitationnelle. La proximité du Soleil constitue la deuxième difficulté d’une mission vers Mercure : une sonde orbitant autour de la planète reçoit onze fois plus d’énergie du Soleil que lorsqu’elle se situe sur une orbite terrestre, et le sol de Mercure sur sa face éclairée réfléchit une grande partie de la chaleur qu’il reçoit du Soleil, accroissant les contraintes thermiques subies par un engin croisant à basse altitude.

#### Projets d'exploration ultérieurs
À la fin des années 1980, un groupe de travail formé de scientifiques étudie, à la demande de la NASA, une mission orbitale vers Mercure. Le scénario retenu comporte deux sondes lancées par une fusée Titan IV-Centaur, et utilisant à plusieurs reprises l’assistance gravitationnelle, pour atteindre Mercure après un transit de quatre ans. Les deux sondes identiques ont une masse sèche de 1 tonne et emportent 1,6 tonne de carburant et 100 kg d’instruments scientifiques, consommant environ 100 watts. Les deux sondes doivent être injectées sur des orbites de 12 heures, avec un périgée à 200 km situé, pour l’une au niveau du pôle nord, et pour l’autre au niveau de l’équateur. Durant la première moitié de la mission, d’une durée d’un an, les sondes qui circulent avec des inclinaisons écartées de 60° se concentrent sur l’étude de la magnétosphère puis se rejoignent sur une inclinaison pour l’étude de la surface de la planète. Aucune suite n’est donnée à cette étude.

### MESSENGER, septième mission du programmeDiscovery
Le lancement par la NASA, en 1992, du programme Discovery, dont l’objectif est la mise sur pied de missions scientifiques à coût modéré permettant un rythme de lancement rapide, ouvre de nouvelles opportunités pour les projets d’exploration du système solaire. Pour le premier appel à candidatures de 1994, deux propositions de mission sur 28 ont pour thème l’exploration de Mercure, mais ce sont les missions CONTOUR, Genesis, Stardust et Lunar Prospector qui sont pré-sélectionnées. Pour l’appel à candidatures suivant, en décembre 1996, une mission vers Mercure passe le stade des pré-sélections, mais n’est finalement pas retenue. Le même scénario de mission vers Mercure est de nouveau proposé pour l’appel à idées de juin 1998, avec quelques changements dans la charge utile scientifique embarquée : ce projet réussit à franchir les étapes de sélection, et est désigné comme la septième mission du programme Discovery. Le lancement est prévu pour mars 2004, avec une fenêtre de lancement de secours en août 2004. Le coût de la mission est alors estimé à 286 millions de dollars. Le laboratoire APL de l’Université Johns-Hopkins est retenu pour la construction de la sonde spatiale. Le responsable scientifique de la mission est Sean C. Solomon du Carnegie Institution of Washington. Contrairement à Mariner 10, qui n’a fait que survoler la planète avec des temps d’observation très courts, MESSENGER doit se placer en orbite autour de Mercure et recueillir des données durant au moins un an. La sonde emporte une instrumentation scientifique plus diversifiée et offrant des performances sans commune mesure avec celles de son prédécesseur : ainsi, la résolution d’une de ses caméras est 100 fois meilleure que celle de Mariner 10. Le nom retenu pour la sonde, MESSENGER, fait référence au fait que Mercure était le messager (MESSENGER en anglais) des dieux dans la mythologie romaine.

### Les choix d'architecture de la mission

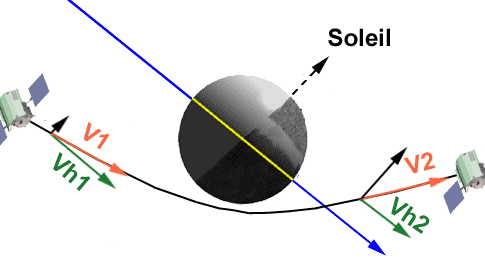
Schéma 1 Assistance gravitationnelle : V1 = vitesse de la sonde avant le survol de la planète, V2 = Après le survol, Vh1 = vitesse orbitale par rapport au Soleil avant le survol de la planète, Vh2 = après le survol.

Comme toutes les missions du programme Discovery, MESSENGER doit obligatoirement utiliser, pour des raisons de coût, le lanceur Delta, dont la version la plus puissante 7925 H permet de placer 1,1 tonne sur une trajectoire interplanétaire. La capacité d’emport en carburant est donc limitée, et pour parvenir à décélérer suffisamment, la sonde a recours, à six reprises, à l’assistance gravitationnelle d’une planète. Cette manœuvre (cf. schéma ci-contre) consiste à survoler une planète à faible altitude, et sous un angle prédéterminé. Sous l’influence du champ de gravité de la planète, le vecteur vitesse de la sonde (V1 et V2 sur le schéma 1) subit une rotation tout en conservant la même magnitude. Toutefois, la vitesse orbitale par rapport au Soleil (Vh1 et Vh2 sur le schéma 1) est modifiée, et dans le cas illustré, sensiblement réduite : les survols à faible altitude de la Terre, de Vénus à deux reprises et enfin de Mercure à trois reprises permettent tout à la fois de réduire la vitesse, modifier l’orbite et effectuer le changement de plan orbital rendu nécessaire par l’inclinaison de Mercure par rapport à l’écliptique (7°). La contrepartie de ces manœuvres est une durée de transit particulièrement longue (presque sept ans) entre la Terre et Mercure, qui nécessite de s’assurer de la fiabilité des équipements dans la durée en multipliant les redondances.
La sonde doit emporter 600 kg de carburant qui sont consommés par les corrections de trajectoire durant le transit entre la Terre et Mercure, l’insertion en orbite autour de Mercure et les modifications de son orbite autour de Mercure. Différentes méthodes ont été utilisées pour limiter la masse à sec restante à ce qu’autorise la capacité du lanceur soit 500 kg, sans sacrifier l’instrumentation scientifique. La structure de la plate-forme, des réservoirs et du pare-soleil, rendu nécessaire par la proximité du Soleil, a recours à des matériaux élaborés permettant d’alléger leur masse tout en garantissant leur rigidité. Pour limiter les coûts, seules les caméras n'ont pas un pointage fixe. L’antenne à grand gain a recours pour la première fois sur une sonde spatiale à la technique de la commande de phase, ce qui permet de supprimer un système d’orientation pesant tout en conservant la capacité de modifier l’axe du faisceau radio de plus ou moins 45°.  Les panneaux solaires qui doivent supporter des températures qui peuvent atteindre 270 °C, incluent des réflecteurs sur les deux tiers de leur surface, qui permettent de limiter les contraintes thermiques.

Trajectoire de MESSENGER.

### De la sélection au lancement
La phase de conception de MESSENGER débute en janvier 2000 et s’achève en mars 2002 avec la Revue critique de conception (Critical Design Review, CDR), qui permet le lancement de la phase de développement. Le début de mission est alors encore planifié pour mars 2004, avec des fenêtres de lancement de substitution situées en mai et juillet/août 2004. L’assemblage et les tests de la structure et du système de propulsion débutent en février 2003. Durant l’été 2003, on découvre que plusieurs sous-systèmes ne respectent pas le cahier des charges, notamment la centrale à inertie et certaines cartes électroniques. Les responsables du projet décident de remplacer les cartes défaillantes, au prix d’un glissement de la date de lancement à mai 2004. Puis, les tests fonctionnels s’avèrent plus compliqués que prévu, car les concepteurs de la sonde ont raffiné les modes de fonctionnement autonomes pour s’assurer que MESSENGER ne sera pas exposée au Soleil plus de quinze minutes en cas de défaillance du système de contrôle d’attitude. En mars 2004, la NASA décide de repousser le lancement en août pour pouvoir mener à bien les tests et éviter des conflits avec d’autres lancements programmés sur la même période. Un lancement à cette date permettait initialement une arrivée sur Mercure en septembre 2009, après un survol de la Terre, deux de Vénus et deux de Mercure. Mais durant la phase de développement, MESSENGER a pris du poids, et elle n’est plus en mesure de se mettre en orbite de Mercure en suivant cette trajectoire : il faut ajouter un survol de Mercure au plan prévu, ce qui repousse l’arrivée à mars 2011.

## Les objectifs scientifiques de la mission

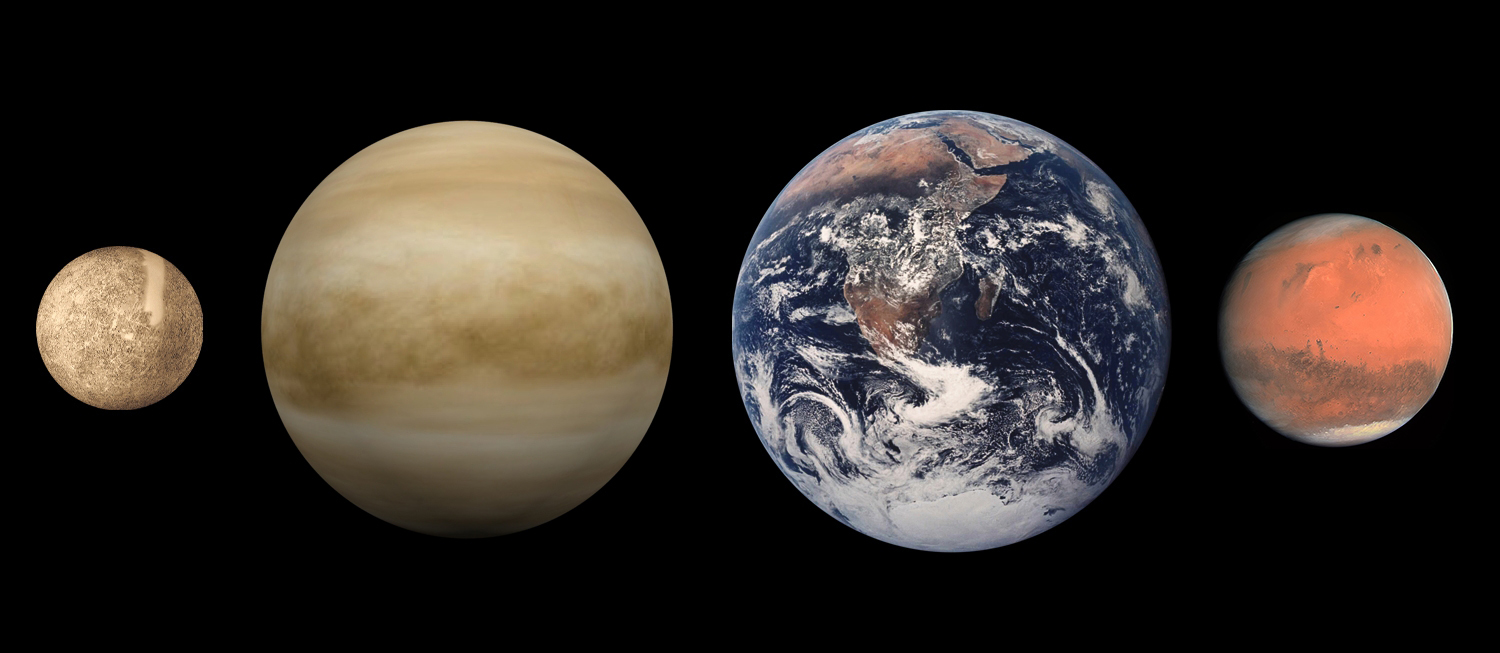
De gauche à droite, à l’échelle, les quatre planètes intérieures du système solaire : Mercure, Vénus, la Terre et Mars.

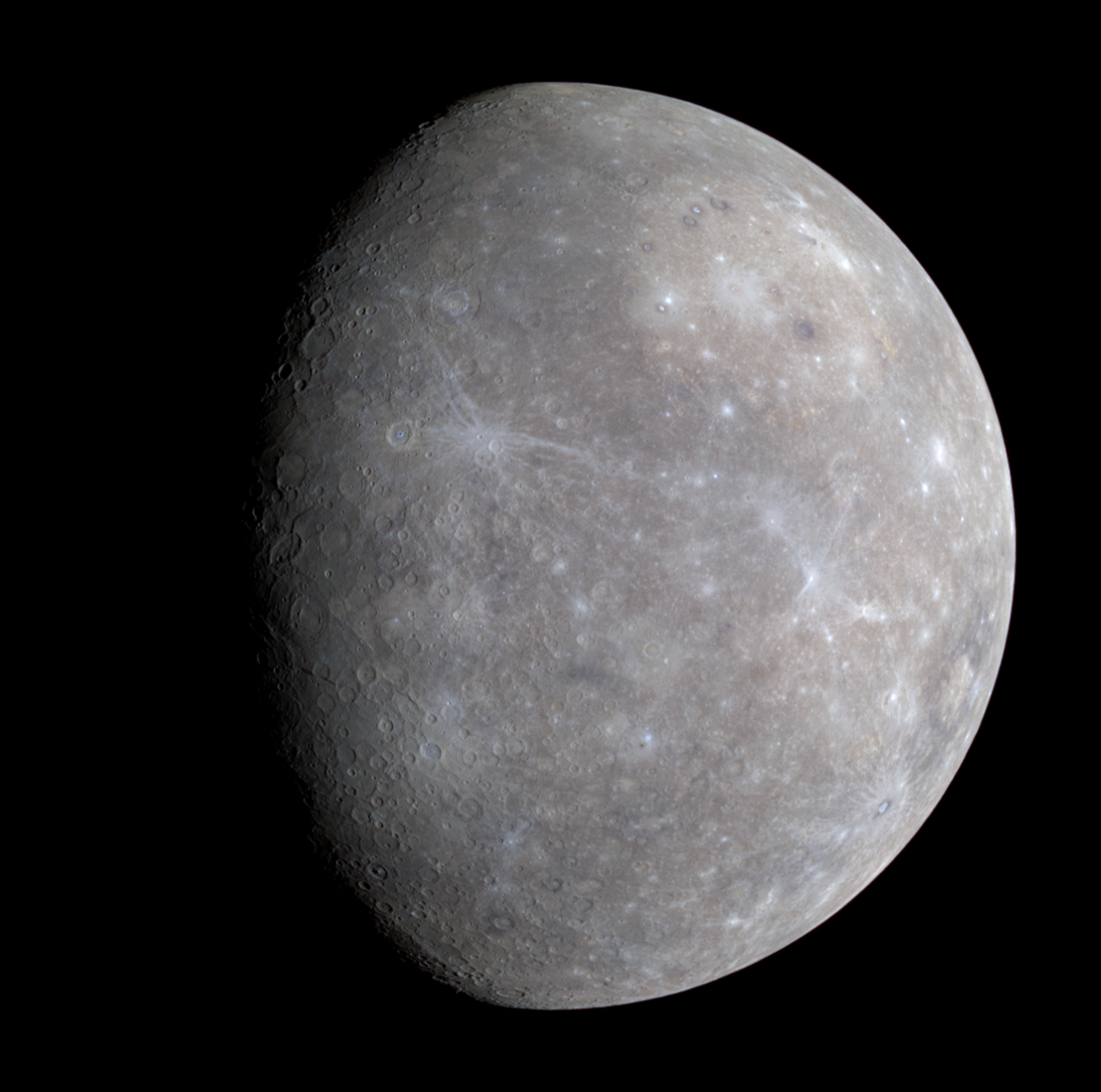
Mercure photographiée par MESSENGER le 14 janvier 2008.

Mercure est une des quatre planètes intérieures, avec Vénus, la Terre et Mars. Par rapport à ces dernières, elle présente des caractéristiques extrêmes : c’est à la fois la plus petite de ces planètes, la plus dense, celle dont la surface est la plus ancienne. Étant la plus proche du Soleil, Mercure est la planète qui présente les contrastes thermiques quotidiens les plus importants. Cette planète a été uniquement survolée à trois reprises par Mariner 10, la dernière fois en 1975, et est donc pratiquement inexplorée. Une bonne connaissance de cette planète, la plus proche du Soleil, est essentielle pour améliorer notre compréhension de la genèse du système solaire et de son évolution.
La mission MESSENGER doit répondre principalement à six questions :
- les planètes intérieures sont constituées d’un noyau dense, riche en fer, entouré d’un manteau rocheux, composé principalement de silicates ferreux et de magnésium, surmonté d’une croûte composée de minéraux moins denses. La densité de chaque planète découle de la taille de son noyau ferreux, beaucoup plus dense. Mercure est particulièrement dense, ce qui semble indiquer que le noyau est proportionnellement deux fois plus important que sur les autres planètes intérieures, et qu’il s’étend sur 75 % du rayon de la planète. Trois théories peuvent expliquer cette composition. L’étude de la composition de la surface de Mercure à l’aide de spectromètres devrait permettre de trancher[8] ;
- Mariner 10 n’a photographié que 45 % de la superficie de la planète. MESSENGER devrait réaliser une couverture photographique de 98 % de celle-ci. La surface de Mercure apparait ancienne et couverte de cratères, comme celle de la Lune. Des plaines, de formation plus récente, s’étendent entre des cratères plus anciens. Les plaines sont, selon plusieurs indices, d’origine volcanique. Les formations les plus spectaculaires, à la surface de la planète, sont des falaises arrondies qui atteignent à certains endroits plus d’un kilomètre de haut, et s’étirent sur plusieurs centaines de kilomètres de long. Ces reliefs se sont formés, selon les hypothèses actuelles, lorsque Mercure s’est refroidie en se contractant. Les différents instruments embarqués à bord de MESSENGER doivent permettre d’obtenir des images détaillées des formations de surface, et préciser la topographie et la composition minéralogique des roches de la surface. Le rapprochement de la topographie et des caractéristiques du champ de gravité de Mercure devraient permettre de reconstruire l’histoire géologique de la planète[9] ;
- Mercure est la seule planète intérieure, avec la Terre, à disposer d’un champ magnétique global, et donc d’une magnétosphère. Mariner 10, qui avait détecté ce champ, ne disposait pas d’une instrumentation permettant d’en préciser la force et les caractéristiques détaillées. Ce champ magnétique est sans doute généré par les mouvements d’une fraction du noyau qui subsiste à l’état liquide, mais cette hypothèse reste à confirmer[10] ;
- une partie du noyau de Mercure est liquide, mais on ignore dans quelle proportion et pour quelles raisons. Compte tenu du temps écoulé depuis la formation de Mercure, un noyau constitué uniquement de fer fondu se serait solidifié du fait de la température de fusion très élevée de ce métal ; toutefois, la présence d’une faible fraction de soufre (par exemple) qui abaisserait la température de fusion, pourrait expliquer la présence d’un noyau encore en partie liquide. La partie liquide du noyau entraîne un mouvement de libration de Mercure. La mesure de l’amplitude de ce mouvement par l’altimètre laser, combinée avec les mesures du champ de gravité, doit fournir des données sur la taille et la structure du noyau de Mercure[11] ;
- l’axe de rotation de Mercure est pratiquement perpendiculaire au plan orbital de la planète. Aussi, le rayonnement solaire est, dans les régions polaires, pratiquement parallèle au sol. Dans ces conditions, il existe à l’intérieur de certains des plus grands cratères de cette région des zones situées en permanence à l’ombre, et donc très froides. Il a été constaté que l’intérieur de ces cratères réfléchit fortement les ondes des radars émises depuis la Terre. Ces phénomènes de réflexion sont analogues à ceux constatés lors des observations radar de la calotte polaire martienne et des satellites de Jupiter couverts de glace. La présence de glace d’eau stable à faible proximité du Soleil constituerait un phénomène étonnant, mais qui reste à confirmer. Toutefois, des cratères situés à des latitudes relativement basses (jusqu’à 72°N) réfléchissent de la même manière les ondes radar, ce qui semble invalider l’hypothèse de la présence de glace d’eau ; mais il n’est toutefois pas impossible que, sur des périodes courtes (quelques millions d’années), ces cratères puissent contenir des dépôts de glace résultant d’impacts de comètes. Mais les réflexions radar pourraient être également liées à d’autres types de matériau : soufre, certains silicates. Le spectromètre à neutron embarqué par MESSENGER devrait permettre de trancher[12] ;
- Mercure dispose d’une atmosphère extrêmement ténue par rapport aux autres planètes intérieures : elle est, à ce titre, qualifiée d’exosphère. Sept éléments chimiques ont été jusqu’à présent identifiés par MESSENGER, au cours de ses survols : l’hydrogène, l’hélium, l’oxygène, le sodium, le potassium, le calcium et le magnésium. Les éléments composant l’exosphère de Mercure s’échappent de manière constante vers l’espace interplanétaire, et sont donc reconstitués par des processus qui sont à identifier. Le vent solaire est une source relativement abondante d’atomes d’hydrogène et d’hélium. Les météorites et les comètes qui s’écrasent sur le sol de la planète, ainsi que les roches de surface, sont sans doute à l’origine des autres composants. Différents processus peuvent être à l’œuvre. MESSENGER doit déterminer la composition de l’exosphère à l’aide de ses spectromètres. Le rapprochement de ces données avec la composition des roches de surface doit permettre de déterminer les processus de formation de l’exosphère[13].

## Caractéristiques techniques de la sonde

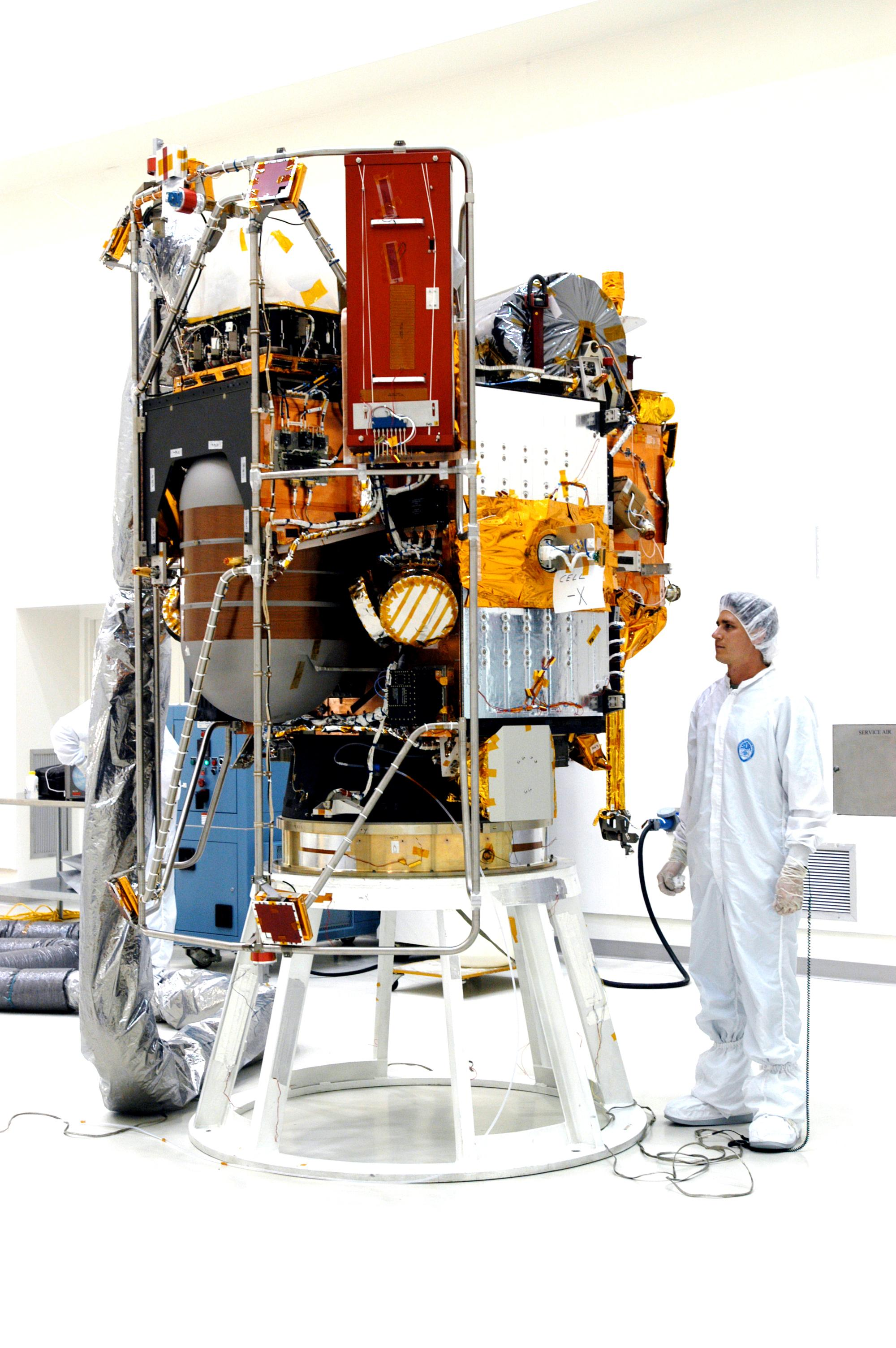
La sonde sans le pare-soleil. On distingue un des réservoirs de carburant.

### Architecture
MESSENGER est une sonde spatiale interplanétaire de 1,1 tonne, de relativement petite taille, ce qui résulte à la fois de la disposition ramassée de ses composants et de la modestie de son budget. La partie centrale de MESSENGER a la forme d’un parallélépipède allongé (1,27 m × 1,42 m × 1,85 m). Sa structure en graphite / epoxy est constituée de deux panneaux verticaux, qui supportent les deux réservoirs de carburant, et de deux panneaux verticaux perpendiculaires, auxquels est accroché le réservoir de comburant. Un panneau horizontal coiffe ces quatre panneaux, et sert de support au propulseur principal (LVA), aux propulseurs auxiliaires et à leurs réservoirs, au réservoir d’hélium, aux viseurs d'étoiles et à la batterie. Un pare-soleil semi-cylindrique entoure la partie de la sonde tournée vers le Soleil. Réalisé dans un tissu en fibre de céramique, il est tenu par une armature tubulaire solidaire du bus. Deux panneaux solaires s’articulent latéralement sur la partie centrale de la sonde, et débordent latéralement du bouclier thermique. La partie inférieure de la sonde, qui fait face à la planète, lorsqu’elle est en orbite autour de Mercure, abrite cinq des sept instruments scientifiques : certains d’entre eux sont installés au milieu de l’adaptateur utilisé pour fixer MESSENGER à son lanceur. Enfin le mât, long de 3,6 mètres, qui porte à son extrémité le magnétomètre, s’étend à l’opposé de la direction du Soleil (cf. schéma 3 et 4).

### Production électrique

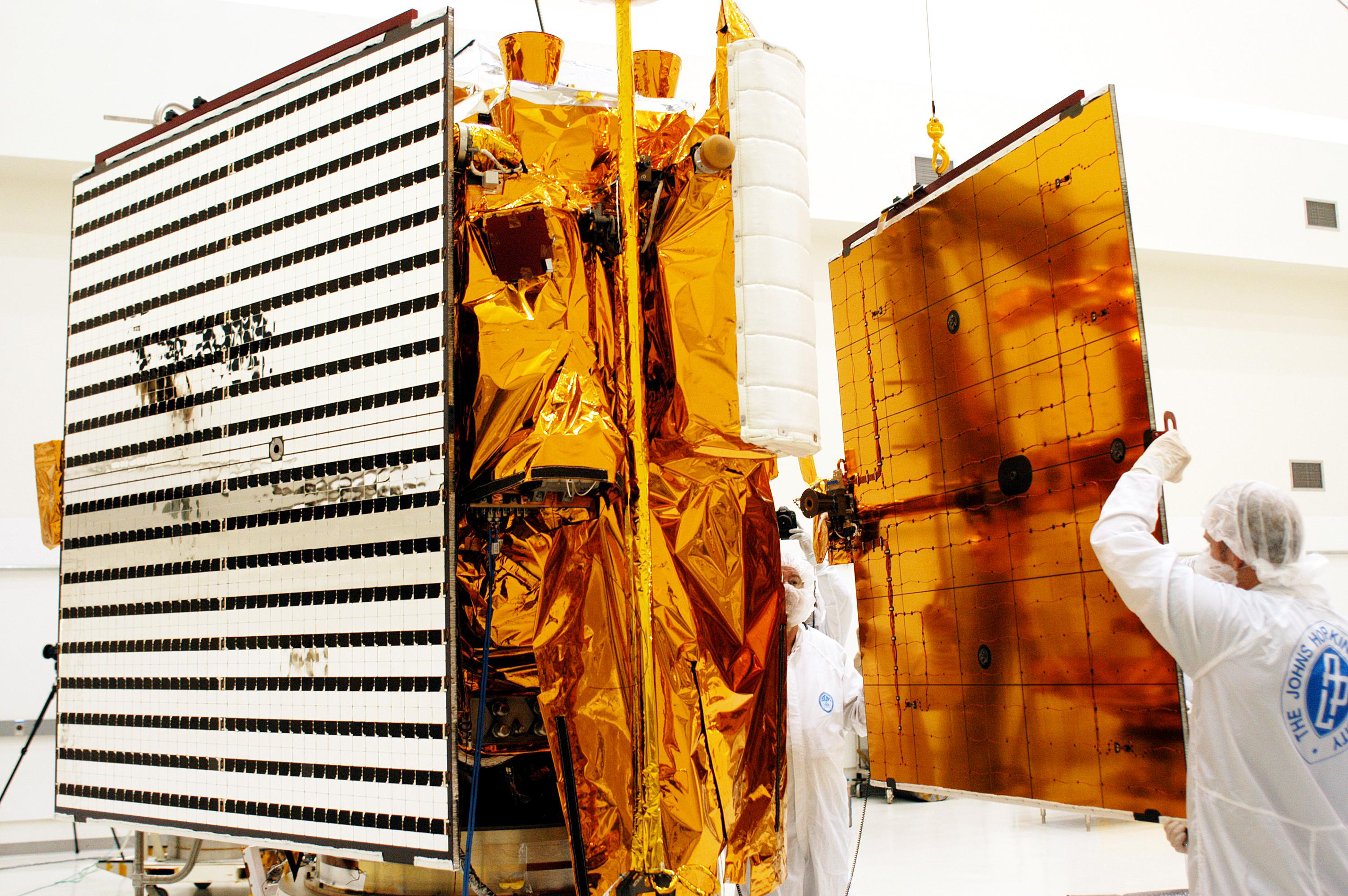
Seule 30 % de la surface des panneaux solaires est recouverte de cellules solaires pour résister aux températures rencontrées.

La puissance électrique est fournie par les panneaux solaires, qui s’étendent au-delà du bouclier thermique et sont orientés de façon à contrôler leur température et la puissance délivrée. MESSENGER dispose en tout de deux panneaux de 1,54 m × 1,75 m qui sont déployés une fois la sonde en orbite. La structure d’un panneau solaire est réalisée en nid d’abeilles d’aluminium de 18 mm d’épaisseur. Les faces avant et arrière sont revêtues d’une couche isolante de kapton. Les panneaux solaires peuvent être soumis à des températures extrêmes de 275 °C durant le séjour en orbite autour de Mercure. Pour permettre de résister à cette température, plusieurs dispositifs sont prévus. D’une part, les panneaux sont recouverts à 70 % de réflecteurs optiques (OSR) et seulement à 30 % de cellules photovoltaïques AsGa / Ge, ce qui permet d’éviter un échauffement excessif. D’autre part, lorsque la sonde quitte la Terre, les panneaux solaires sont perpendiculaires au Soleil pour recueillir le maximum d’énergie, mais au fur et à mesure de son approche de son objectif, les panneaux sont progressivement inclinés par rapport à la direction du Soleil, pour maintenir leur température à moins de 150 °C. La consommation des différents équipements est comprise entre 385 et 485 watts durant la phase de croisière, et est de 640 watts durant le séjour en orbite. L’énergie électrique recueillie est stockée dans des batteries nickel / hydrogène de 23 ampères-heures, pouvant faire face aux périodes d’éclipse du Soleil,.

### Propulsion
Le système de propulsion de la sonde, qui peut fournir un delta-v (une accélération) cumulé de 2 300 m/s, comporte 17 propulseurs et 5 réservoirs. La propulsion principale est assurée par un moteur-fusée biergol de 645 newtons de poussée et 317 s d’impulsion spécifique, qui consomme un mélange hypergolique d’hydrazine et de peroxyde d’azote. Ce propulseur est réservé aux principales corrections de trajectoire, et est chargé d’insérer MESSENGER en orbite autour de Mercure. Quatre propulseurs monergol de 22 N de poussée (impulsion spécifique 234 secondes) consommant de l’hydrazine sont chargés d’effectuer des corrections de trajectoire demandant un delta-v modéré, et de contrôler l’orientation de la sonde lorsque le propulseur principal fonctionne. Enfin, 12 propulseurs monoergol de 4 N de poussée (impulsion spécifique 227 secondes) consommant de l’hydrazine sont utilisés pour désaturer les roues de réaction chargées du contrôle d’attitude de l'engin en phase de croisière, effectuer de petites corrections de trajectoire et contrôler l’orientation lorsque les deux autres types de propulsion sont utilisés. Tous les propulseurs utilisés sont des modèles éprouvés lors d'autres vols sur des engins spatiaux. Le système de propulsion comprend par ailleurs deux réservoirs de carburant (hydrazine) contenant au lancement 178 kg d’ergol chacun, un réservoir de comburant contenant 231,6 kg de peroxyde d’azote, un réservoir d’hydrazine auxiliaire d’une capacité de 9,34 kg, qui alimente les petits moteurs, et un réservoir contenant 3 kg d’hélium, utilisé pour mettre sous pression les ergols à fin d’injection dans les chambres de combustion des différents moteurs. L’ensemble des ergols représente une masse de 599,24 kg soit 54 % de la masse totale,.

### Contrôle de l'orientation
MESSENGER est stabilisé sur trois axes, c’est-à-dire que son orientation est maintenue fixe sur ses trois axes. Le système de contrôle de l’orientation est similaire à celui de la sonde NEAR Shoemaker. L’orientation et le déplacement de la sonde sont déterminés grâce à deux viseurs d'étoiles, une centrale à inertie (IMU) et six senseurs solaires. La centrale à inertie, qui détermine les accélérations linéaires sur les trois axes, ainsi que les changements de vitesse radiale, comporte trois accéléromètres et trois gyroscopes. Ceux-ci fournissent une double redondance. Les accéléromètres ne sont activés que pour les phases propulsées. Le contrôle de l’orientation de la sonde est assuré par un des deux viseurs d'étoiles, le deuxième étant activé en secours. Le viseur d'étoiles prend, cinq fois par seconde, une image des étoiles, pour détecter toute déviation, tandis que les gyroscopes fournissent des données 100 fois par seconde sur les changements de vitesse radiale. Les cinq senseurs solaires, dont quatre sont installés sur le pare-soleil, fonctionnent en permanence et sont utilisés en cas de désorientation importante de la sonde. Leur champ visuel cumulé assure une couverture de 99 % de l’enveloppe. Les corrections d’orientation sont effectuées grâce à quatre roues de réaction et à dix propulseurs mono-ergol de 4 newtons de poussée. Normalement, les roues de réaction, qui sont redondantes, assurent seules les corrections. Les petits moteurs-fusées sont utilisés durant les phases propulsées, pour désaturer les roues de réaction, et dans des situations d’urgence,.

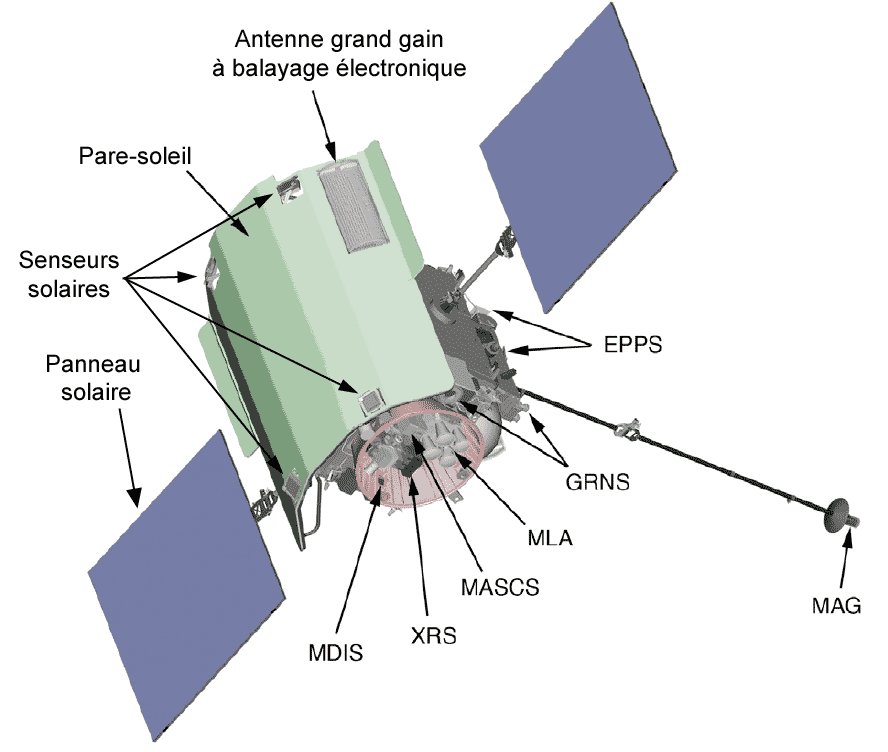
Schéma 3 : face avant de MESSENGER.
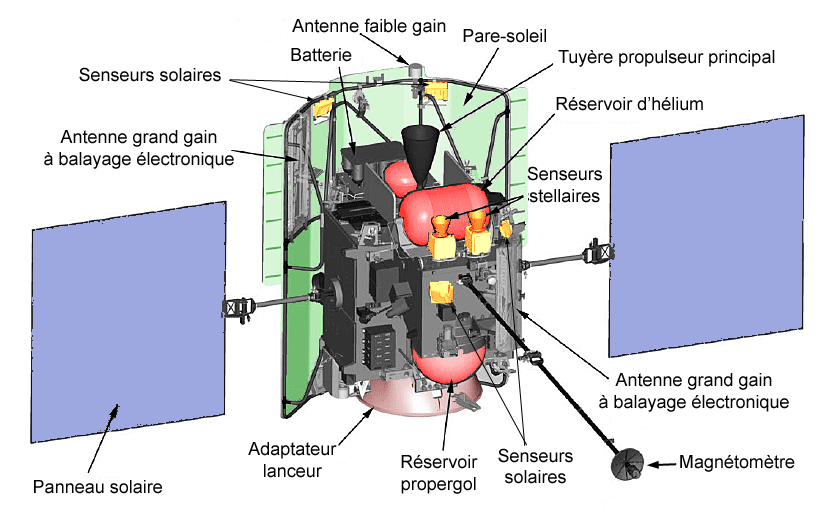
Schéma 4 : face arrière de MESSENGER.

### Contrôle thermique

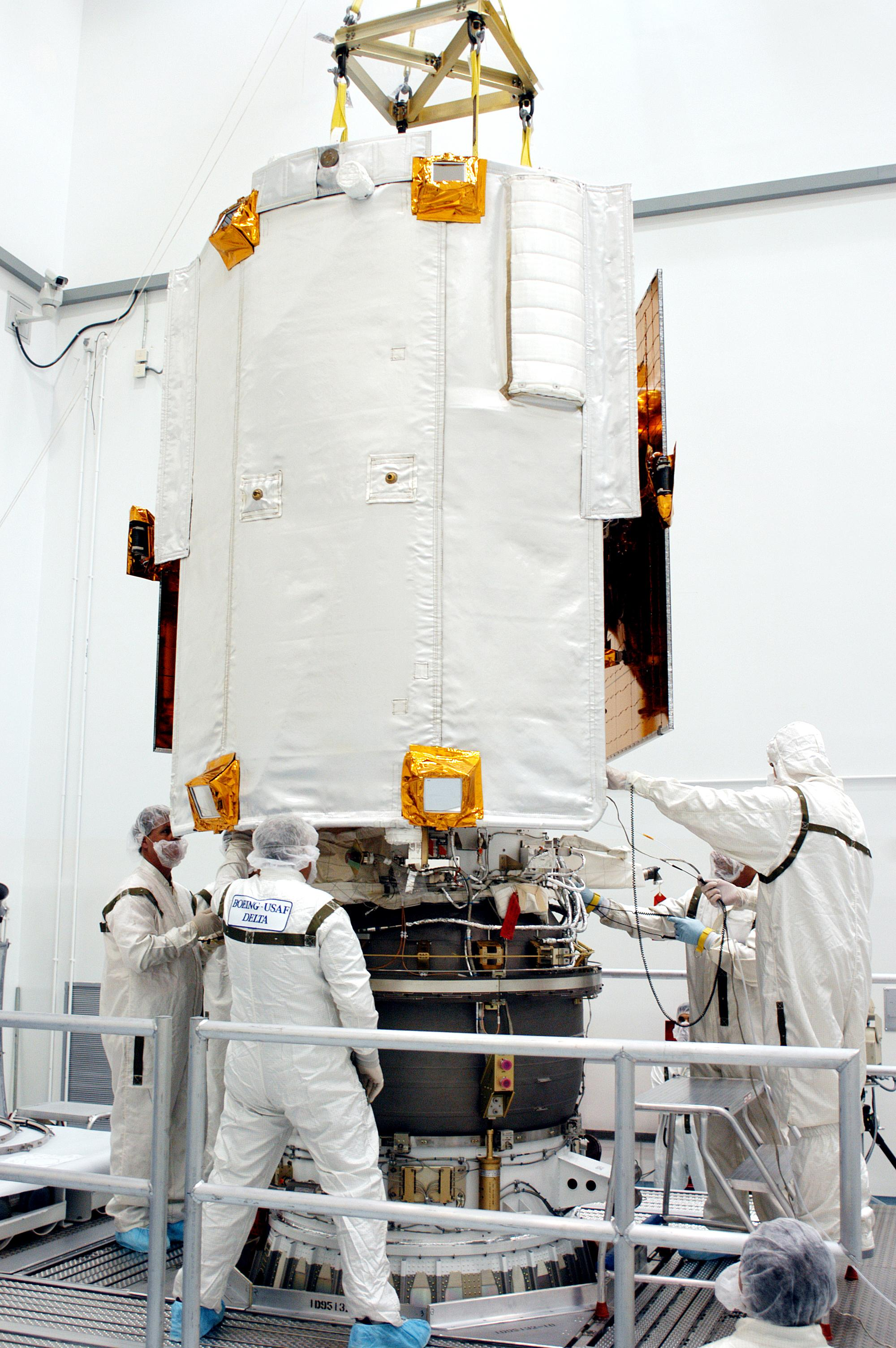
Le pare-soleil visible ici sera constamment tourné vers le Soleil pour protéger la sonde de températures de plusieurs centaines de degrés atteintes au niveau de l’orbite de Mercure.

Pour protéger la sonde des températures rencontrées au niveau de l’orbite de Mercure, celle-ci dispose d’un pare-soleil composé d’un tissu de céramique Nextel et de plusieurs couches de Kapton recouvert d’aluminium. L’orientation de la sonde est contrôlée de manière que le pare-soleil s’interpose en permanence entre l’astre et la partie centrale de la sonde. Plusieurs équipements accrochés au pare-soleil, du côté tourné vers l’astre, reçoivent des protections thermiques spécifiques : quatre senseurs solaires, une des deux antennes grand gain, une antenne faible gain. La protection passive du pare-soleil suffit à maintenir la sonde dans une plage de températures acceptable. Des systèmes de régulation thermiques actifs permettent également d’évacuer la chaleur excédentaire, produite par les différents appareillages électroniques, vers des radiateurs montés sur les flancs de la sonde, à l’abri du pare-soleil. Des résistances sont incorporées aux différents composants, pour maintenir une température minimale au cours de la première partie du voyage, lorsque la sonde est encore éloignée du Soleil, et durant les éclipses provoquées par l’interposition de Mercure. Enfin, des isolants multicouches et des joints à faible conductivité sont également utilisés pour maintenir les températures dans les limites de fonctionnement.

### Calculateur de bord
L’électronique du bord est concentrée dans deux boîtiers IEM (Integrated Electronics Modules) dont l’un assure la redondance de l’autre. Chaque boîtier contient 5 cartes électroniques, :
- la carte d’interface, recevant les données montantes des transpondeurs (télécommunications), décode certaines commandes, prépare et envoie aux transpondeurs les données télémétriques, héberge l’horloge, et contient une interface série à haut débit, qui assure les transferts de données des caméras ;
- la carte portant le processeur principal (MP Main Processor). Il s’agit d’un microprocesseur RAD6000. Celui-ci envoie les commandes non critiques aux différents sous-systèmes concernés, détermine l’orientation de la sonde et envoie éventuellement des commandes de correction, collecte les données scientifiques, les retravaille et les stocke, envoie les données télémétriques, et exécute les séquences d’opérations programmées ;
- une carte portant un processeur activé en cas de défaillance de la sonde. Il s’agit également d’un RAD6000. Celui-ci surveille constamment les données qui circulent, en particulier celles qui transitent dans le bus utilisé par les composants du système contrôle d’orientation (senseurs, IMU…) ;
- une carte portant une mémoire de masse de 8 gigaoctets qui est utilisée pour stocker les données entre deux transferts vers la Terre ;
- une carte portant le transformateur électrique qui alimente les autres cartes.

### Télécommunications
Les communications vers la Terre se font en bande X. Deux antennes réseau à commande de phase à grand gain permettent d’orienter, sans pièce mobile, un faisceau étroit de 45° de part et d’autre de sa position médiane dans le plan perpendiculaire à l’axe de la sonde. Ces antennes autorisent un grand débit, qui permet de transmettre 100 kilobits de données par seconde (liaison descendante). L’une de ces antennes est installée sur le pare-soleil, l’autre sur la face de la sonde située à l’opposé. Quatre antennes faible gain sont utilisées pour la réception de commandes envoyées depuis la Terre (liaison montante), l’envoi de données sur le fonctionnement de la sonde et comme système de secours lorsque la liaison à haut débit ne fonctionne pas. Les opérateurs peuvent transmettre des commandes au rythme de 7,8 à 500 bits par seconde.
| Composant | Masse¹ (kg) | Consommation ¹ ² (W) |
| --- | ----------- | -------------------- |
| Structure | 71,2        | -                    |
| Câblage | 31,8        | 4,5/4,9              |
| Moteurs et réservoirs | 71,4        | 8/8                  |
| Panneaux solaires | 74,4        | 31/24                |
| Contrôle orientation | 27          | 48/48                |
| Contrôle thermique | 31,8        | 105/70               |
| Calculateurs | 12,9        | 35,4/44,3            |
| Télécommunications | 25          | 76,6/76,6            |
| Masse sèche | 339         | 308,5/275,8          |
| Caméras | 7,9³        | 0/0³                 |
| Spectromètre GRNS | 13,1³       | 0/28³                |
| Spectromètre X | 3,4³        | 0/6,8³               |
| Magnétomètre | 4,4³        | 0/4,4³               |
| Altimètre laser | 7,4³        | 0/25³                |
| Spectromètre MASCS | 3,1³        | 0/6,7³               |
| Spectromètre EPPS | 3,1³        | 0/8,8³               |
| Électronique et câblage | 4,6³        | 0/16,3³              |
| Masse charge utile | 47          | 0/96                 |
| Hélium et ergols | 607,8       |                      |
| ¹Chiffres de 2001 à la conception. ²Consommation en croisière et en orbite autour de Mercure. ³Valeur effective au lancement. |             |                      |

## Les instruments scientifiques
La sonde MESSENGER embarque sept instruments scientifiques auquel s’ajoute le système de télécommunications qui est utilisé pour les mesures du champ de gravité.

### Les caméras (MDIS)
Les deux caméras MDIS (Mercury Dual Imaging System) sont montées sur un support unique qui peut pivoter pour élargir le champ de visée. La caméra grand angle WAC (Wide Angle Camera) permet de photographier une zone de 10,5° sur 10,5° en couleurs ou en noir et blanc en utilisant 11 filtres différents. Le spectre lumineux couvert va du visible au proche infrarouge (395 à 1 440 nm). La deuxième caméra NAC (Narrow Angle Camera) est munie d’un téléobjectif permettant d’obtenir des photos en noir et blanc en haute résolution. Ces photos prises, couvrant un champ de 1,5° × 1,5°, doivent permettre d'observer des détails de surface avec une précision nominale de 18 mètres par pixel.

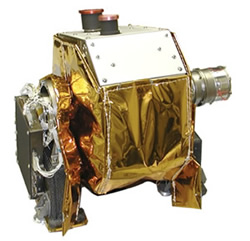
Les caméras MDIS.
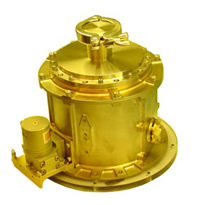
Le spectromètre gamma GRS.
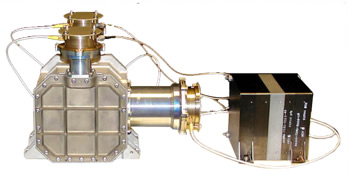
Le spectromètre à neutron NS.

### Les spectromètres gamma et neutron (GRNS)
L’instrument GRNS (Gamma-Ray and Neutron Spectrometer) combine un spectromètre à rayons gamma et un spectromètre à neutrons qui fournissent des données permettant de déterminer la composition de la surface de Mercure. Le spectromètre gamma GRS (Gamma-Ray Spectrometer) mesure le rayonnement gamma émis par les noyaux des atomes de la surface de Mercure lorsqu’ils sont frappés par des rayons cosmiques. Chaque élément atomique a sa propre signature, et le GRS devrait permettre de fournir des informations sur des éléments géologiquement importants, comme l’hydrogène, le magnésium, le silicium, l’oxygène, le fer, le titane, le sodium et le calcium. Il pourrait également détecter des éléments naturellement radioactifs, tels que le potassium 40, le thorium et l’uranium. Le spectromètre à neutrons NS (Neutron Spectrometer) détecte les neutrons rapides et thermiques (lents) émis par la surface de Mercure frappée par les rayons cosmiques. Les neutrons thermiques sont produits par la rencontre d’un neutron rapide avec un atome d’hydrogène. Le ratio entre le nombre de neutrons thermiques et celui de neutrons rapides permet d’estimer la quantité d’hydrogène, éventuellement piégée dans des molécules d’eau, ainsi que d’autres éléments.

### Le spectromètre à rayons X (XRS)

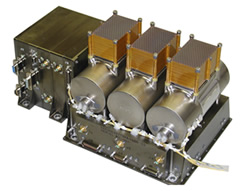
Le spectromètre à rayon X XRS.

Le spectromètre à rayons X XRS (X-Ray Spectrometer) doit analyser la composition de la surface de Mercure sur le premier millimètre d’épaisseur, en utilisant 3 détecteurs à gaz MXU (Mercury X-Ray) pointés vers la surface et un détecteur à semiconducteur SAX (Solar Assembly for X-rays) pointé vers le Soleil. Les détecteurs à gaz mesurent la fluorescence X émise par la surface bombardée par le rayonnement X émis par le Soleil, qui est lui-même mesuré par le détecteur SAX. Le spectromètre permet de mesurer les émissions dans la gamme 1 à 10 keV, qui doivent permettre de détecter en particulier le magnésium, l’aluminium, le silicium, le soufre, le calcium, le titane et le fer. Le détecteur SAX est monté sur le pare-soleil.

### Le magnétomètre (MAG)
Le magnétomètre MAG doit effectuer des mesures tridimensionnelles du champ magnétique autour de Mercure, permettant d’en préciser la force et les variations en fonction de l’altitude et de la position au-dessus de la planète. Les données recueillies jouent un rôle essentiel pour déterminer la source de ce champ magnétique. Le senseur est monté au bout d’un mât de 3,5 mètres pour le maintenir à l’écart du champ magnétique généré par la sonde. Un petit pare-soleil le protège lorsque la sonde doit s’incliner pour mettre en œuvre les autres instruments scientifiques, ce qui expose le senseur au Soleil. Les mesures sont prises à un intervalle compris entre 50 millisecondes (aux limites de la magnétosphère).

### L'altimètre laser (MLA)
L’altimètre laser MLA (Mercury Laser Altimeter) comporte un émetteur laser infrarouge (1 064 nm) qui émet 8 impulsions par seconde, et des récepteurs qui permettent de mesurer le temps mis par l’impulsion laser pour faire le trajet aller-retour entre l’instrument et la surface de la planète. Lorsque la sonde se situe à une altitude de 1 500 km, la distance est mesurée avec une précision de 30 centimètres. L’instrument est utilisé pour effectuer un relevé précis des reliefs de Mercure, mais également pour mesurer la libration de la planète, ce qui doit contribuer à mieux connaitre la composition du noyau. Combiné avec les mesures Doppler effectuées à l’aide du système radio, les mesures de l’altimètre doivent également permettre d’établir une carte du champ de gravité de Mercure.

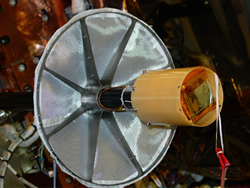
Le magnétomètre MAG.
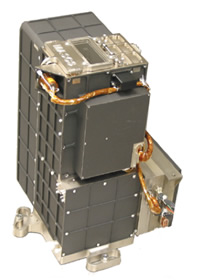
Le spectromètre ultraviolet et infrarouge MASCS.
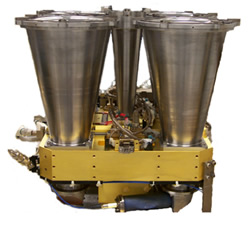
L’altimètre laser MLA.

### Le spectromètre infrarouge et ultraviolet (MACS)
L’instrument MACS (Mercury Atmospheric and Surface Composition Spectrometer) combine un spectromètre ultraviolet et un spectrographe infrarouge. Le spectromètre ultraviolet et visible UVVS (Ultraviolet and Visible Spectrometer) doit déterminer la composition et la structure de l’exosphère (c’est-à-dire l’atmosphère de faible densité) qui entoure la planète, et étudier les émissions de gaz neutres. Il doit également rechercher et mesurer les ions atmosphériques. Les données collectées doivent permettre de déterminer les processus qui génèrent et renouvellent l’atmosphère, ainsi que la relation entre la composition de l’atmosphère, celle de la surface, la dynamique des matériaux volatils sur Mercure et près de Mercure, et la nature des matériaux réfléchissants situés aux pôles. La résolution spatiale de l’instrument est de 25 km. Le spectrographe fonctionnant dans le visible et l’infrarouge, VIRS (Visible and Infrared Spectrograph), doit permettre de mesurer l’abondance de minéraux, tels que le fer et les silicates comprenant du titane situés en surface, tels que le pyroxène, l’olivine et l’ilménite. La meilleure résolution du senseur est de 3 km à la surface de Mercure.

### Les spectromètres à particules énergétiques et à plasma (EPPS)

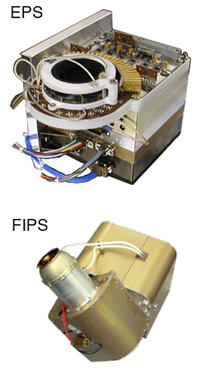
Les spectromètres à particules énergétiques (EPS) et à plasma (FIPS) EPPS.

L’instrument EPPS (Energetic Particle and Plasma Spectrometer) est composé de deux instruments chargés de mesurer les caractéristiques et la composition des particules chargées dans la magnétosphère et sur son pourtour. Le spectromètre à particules énergétiques EPS (Energetic Particle Spectrometer), situé sur la partie supérieure de la plate-forme, doit étudier les ions et les électrons accélérés dans la magnétosphère. L’instrument mesure le spectre énergétique et l’angle d’incidence des particules sur un champ observable de 160° × 12°. L’instrument FIPS (Fast Imaging Plasma Spectrometer), monté sur le côté de la plate-forme, permet d’étudier les ions à faible énergie venant de la surface de Mercure et de son atmosphère, les atomes ionisés arrachés par le vent solaire et les autres composants du vent solaire.

### L'utilisation du système radio (RS)
Le système de télécommunications n’est pas un équipement scientifique à proprement parler, mais les émissions radio sont utilisées pour mesurer avec précision, par effet Doppler, la vitesse et la distance entre MESSENGER et la Terre. Les changements constatés dans la trajectoire de la sonde en orbite, dus aux variations de densité de l’intérieur de la planète, combinés avec les mesures de l’altimètre laser, permettent de déterminer la taille et les caractéristiques du noyau de Mercure.

## Déroulement de la mission

### Le lancement de la sonde (2004)
La sonde est lancée le 3 août 2004 à 6 h 16 UTC par une fusée Boeing Delta II de la base de Cap Canaveral, en Floride, après un ultime retard de 24 heures provoqué par une tempête tropicale. Conséquence du changement de fenêtre de lancement intervenu à la suite des retards accumulés durant le développement, la sonde doit entamer son périple par une première boucle autour du Soleil, au niveau de l’orbite de la Terre, alors que selon les plans initiaux, elle devait plonger en direction du Soleil. Or, la sonde est, du point de vue thermique, optimisée pour des conditions de température élevée, et les panneaux solaires, à la surface réduite, peuvent tout juste, à cette distance, fournir le minimum requis pour maintenir la sonde en état de fonctionnement, en particulier faire fonctionner les radiateurs chargés de maintenir les équipements à une température minimale. Pour faire face à cette situation, l’orientation de la sonde est inversée, c’est-à-dire que le pare-soleil est tourné dans la direction opposée au Soleil, pour permettre à celui-ci de réchauffer les composants. Durant les 2 ans qui vont suivre, cette orientation est adoptée à plusieurs reprises, avant d’être abandonnée en juin 2006, lorsque la sonde s’est suffisamment approchée du Soleil. Une première correction de trajectoire (Trajectory Correction Maneuvers, TCM) est effectuée,,.

### Assistance gravitationnelle de la Terre (2005)
La sonde MESSENGER survole la Terre le 2 août 2005, à 2 347 kilomètres d’altitude. L’assistance gravitationnelle fournie par la planète permet à la sonde de plonger vers l’intérieur du système solaire. Le vaisseau prend à cette occasion plusieurs photos de la planète en s’en éloignant (voir galerie ci-dessous).

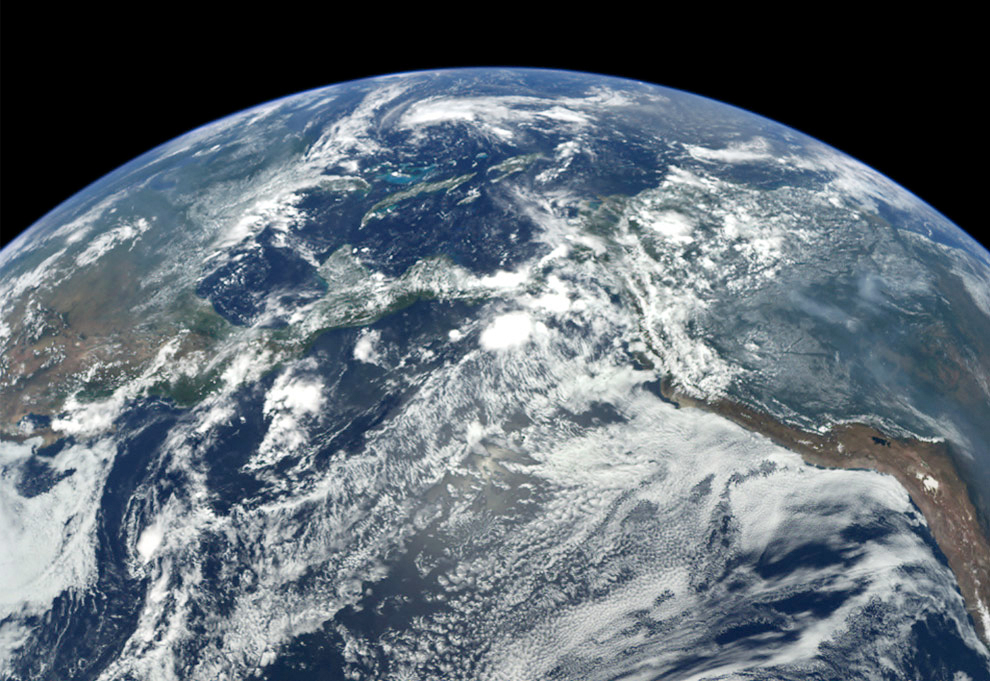
La Terre photographiée par MESSENGER durant son survol à basse altitude en décembre 2005.
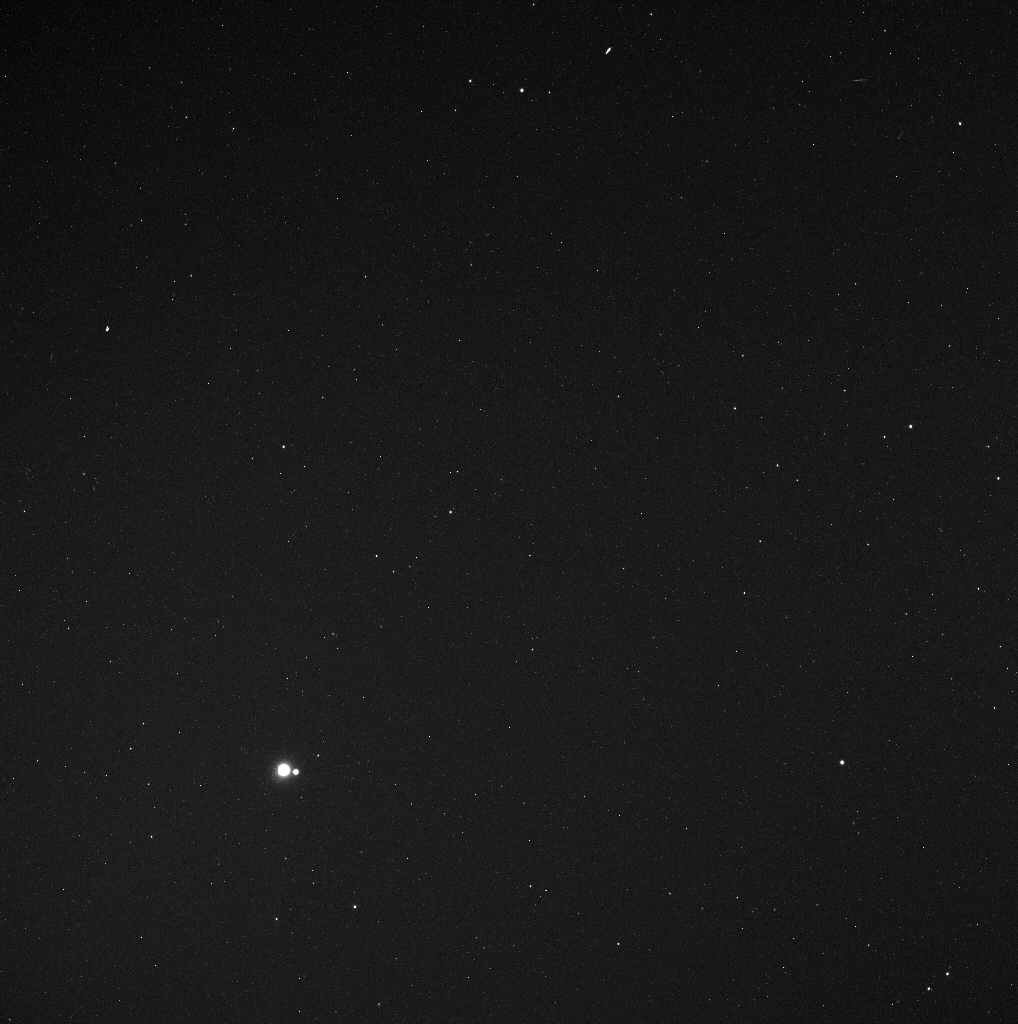
La Terre et la Lune photographiées par la caméra grand angle d’une distance de 183 millions de kilomètres.
- Séquence de photos prises par la sonde après le survol de décembre 2005 (version à haute résolution).

### Assistance gravitationnelle de Vénus (2006 et 2007)
Il s’écoule 14 mois entre le survol de la Terre et le premier passage près de Vénus. Durant ce trajet, cinq corrections de trajectoire sont effectuées, dont l’une utilise pour la première fois le propulseur principal DSM 1 (Deep Space Maneuver 1). Vénus est atteinte le 24 octobre 2006, et la sonde la survole à 2 987 km. Cette manœuvre s’effectue dans des conditions complexes : une conjonction du Soleil de 30 jours (le Soleil s’interpose entre la sonde et la Terre) a débuté, rendant les communications difficiles, et une éclipse du Soleil de 56 minutes débute peu avant le survol. Dans ces conditions, les responsables de la mission renoncent à toute collecte de données scientifiques à l’occasion du survol.
Durant son périple en vue de son deuxième survol de Vénus, la sonde effectue 3 corrections de trajectoire, dont l’une recourt brièvement au propulseur principal. Le deuxième survol est effectué avec une grande précision, à une altitude de 337 km. Tous les instruments scientifiques sont testés avec succès à l’occasion de ce survol, et notamment 614 photos de Vénus sont prises. L'assistance gravitationnelle reçue de la planète lors du passage à proximité de celle-ci est la plus importante de toute la mission.

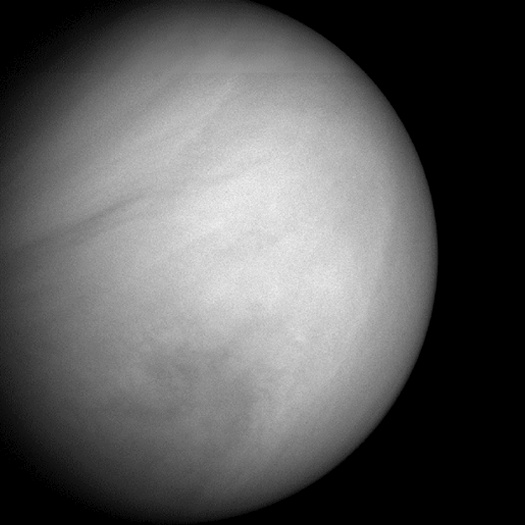
Venus photographiée par MESSENGER au cours de son deuxième survol.
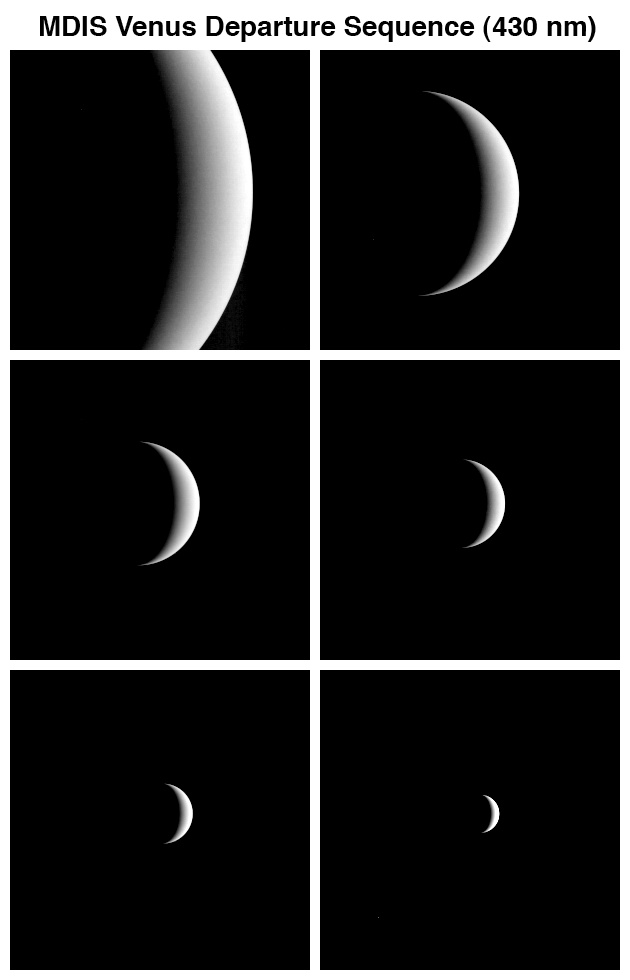
Séquence d’images prises après le deuxième survol de Vénus.

### Assistance gravitationnelle de Mercure (2008 et 2009)
Sur son trajet en direction de Mercure, la sonde effectue une seule correction importante avec la propulsion principale (DSM-2). La sonde connait une nouvelle conjonction solaire, d’une durée particulièrement longue, entre le 26 octobre et le 12 décembre, qui prive pratiquement de communication l’équipe à terre.
Lors de son premier survol de Mercure, à seulement 200 km de sa surface, le 14 janvier 2008, la moitié de l'hémisphère qui n'avait pu être photographiée il y a 30 ans par Mariner 10, est cette fois visible. Les caméras MDIS sont braquées sur la planète alors que celle-ci défile à quelques milliers de kilomètres de la sonde MESSENGER, et 1 200 photos sont prises, dont certaines de la partie inconnue de la planète. De nouveaux cratères sont identifiés en grand nombre ; les données recueillies confirment les spécificités de Mercure. Tous les instruments scientifiques ont été mis en marche et ont parfaitement fonctionné,,.
Lors de son deuxième survol de Mercure, toujours à 200 km de sa surface, le 6 octobre 2008, la sonde prend plus de 1 200 clichés haute résolution de la face inconnue de la planète, couvrant ainsi 30 % de sa surface
,.
Après le troisième et dernier survol de Mercure, qui se déroule le 29 septembre 2009, seule 2 % de la surface de la planète, au niveau des pôles, reste à photographier.

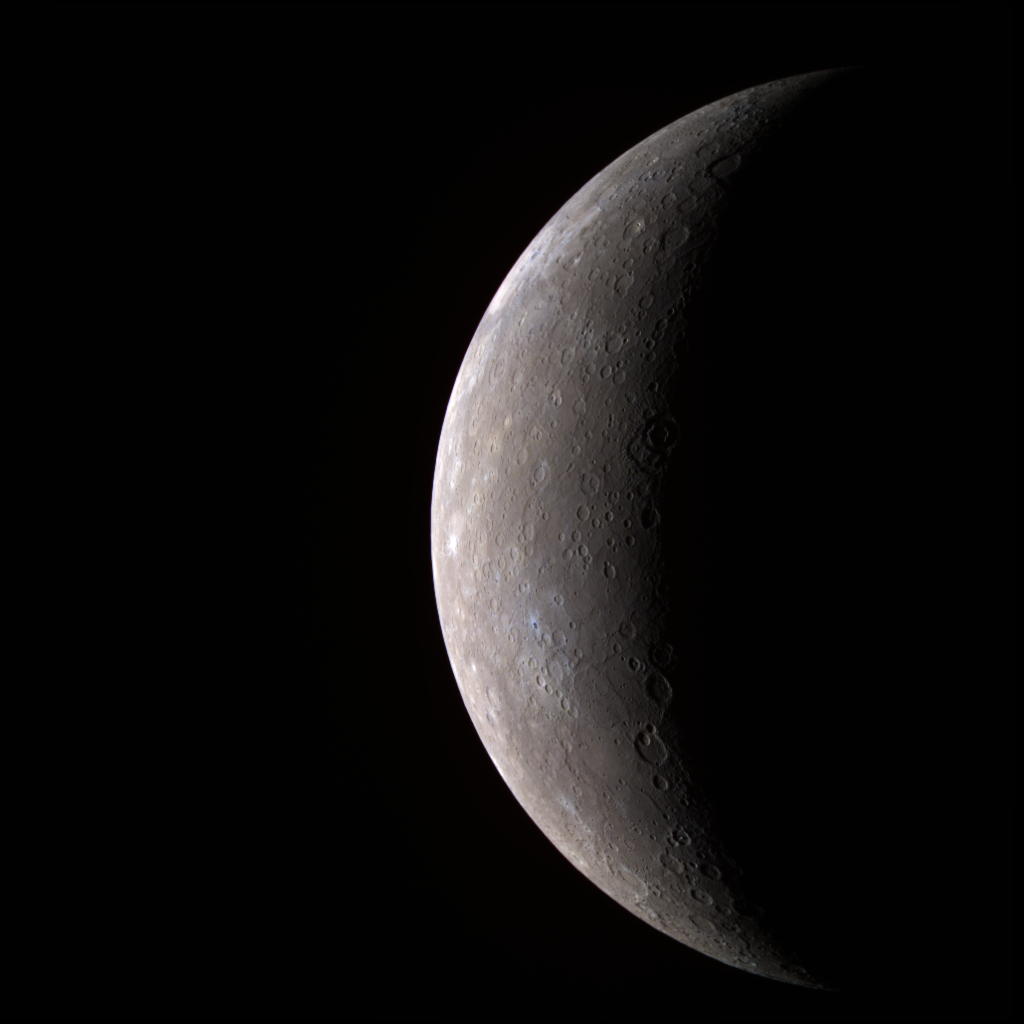
La première photo à haute résolution prise par la caméra grand angle de MESSENGER.
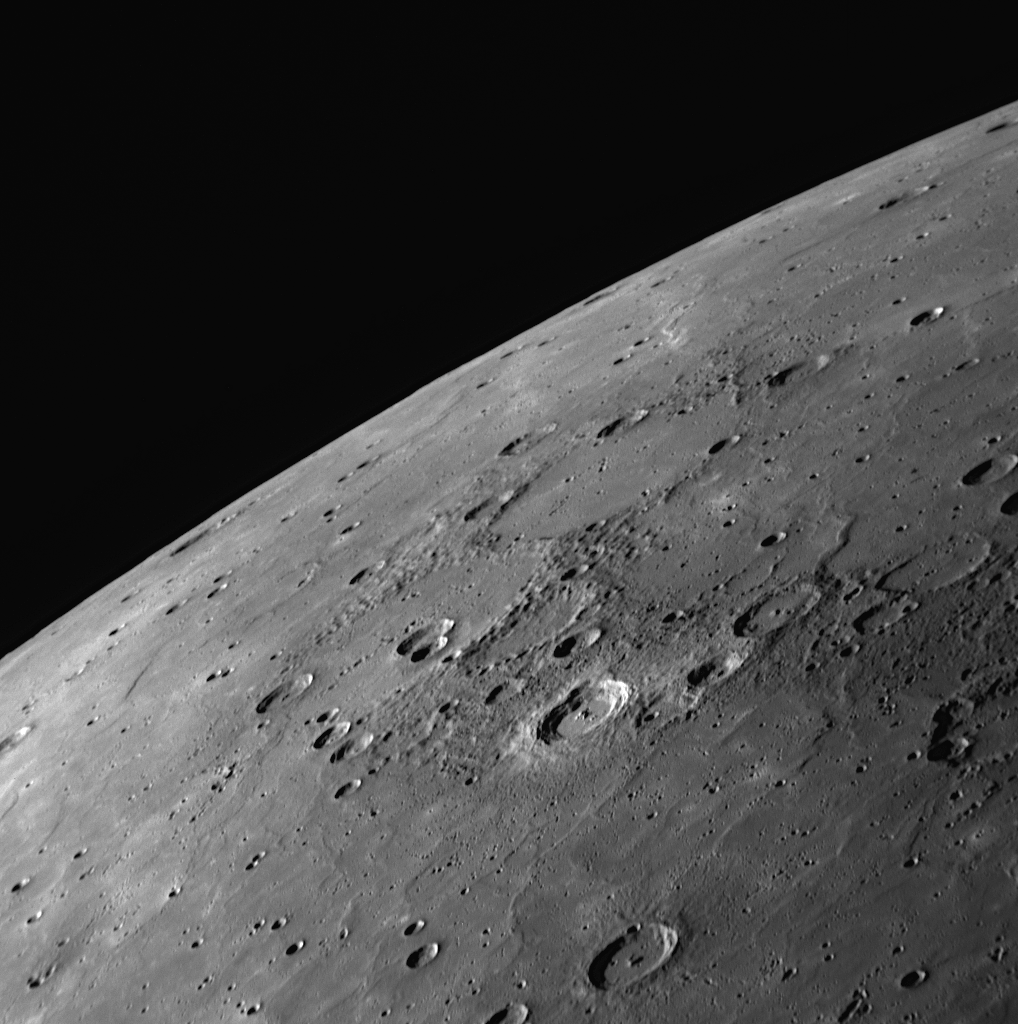
Plaines photographiées par MESSENGER durant le troisième survol de Mercure.
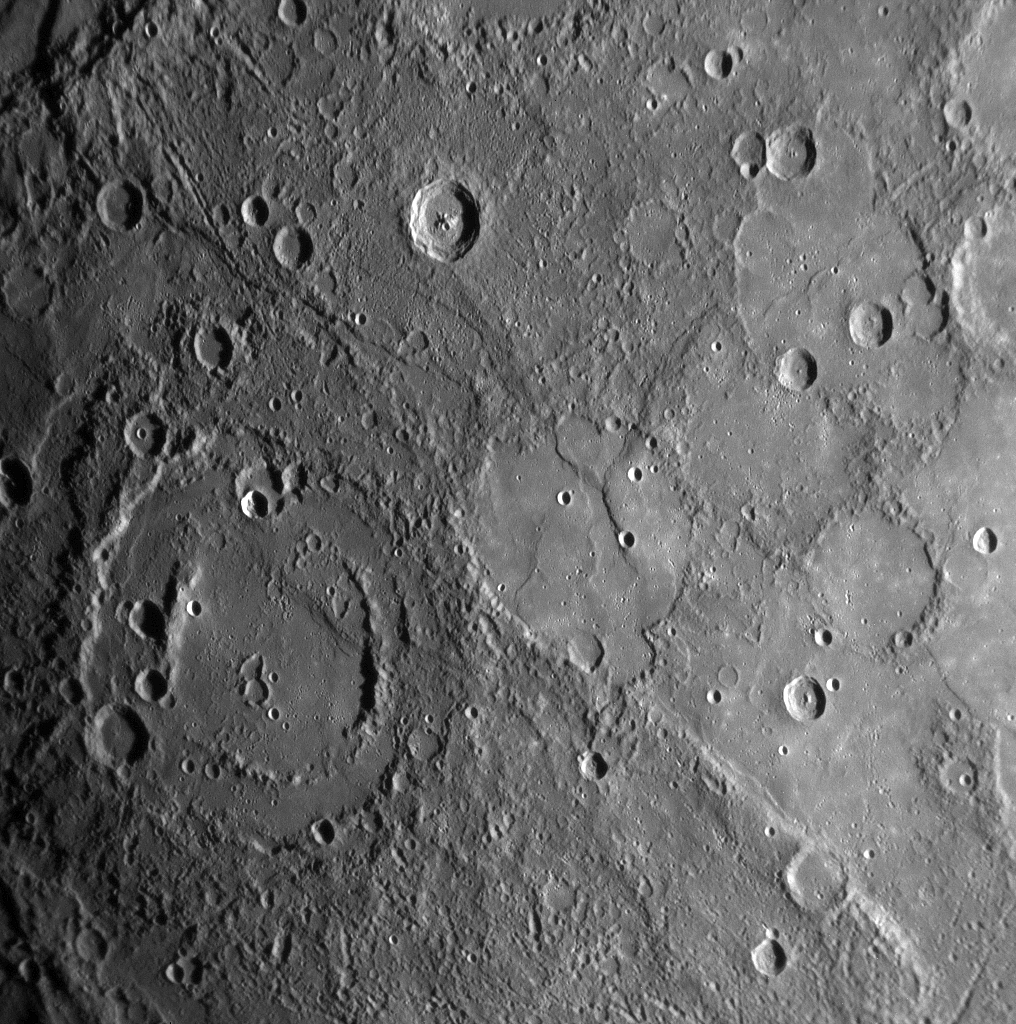
Une image d’une partie de la planète jusque-là non photographiée.
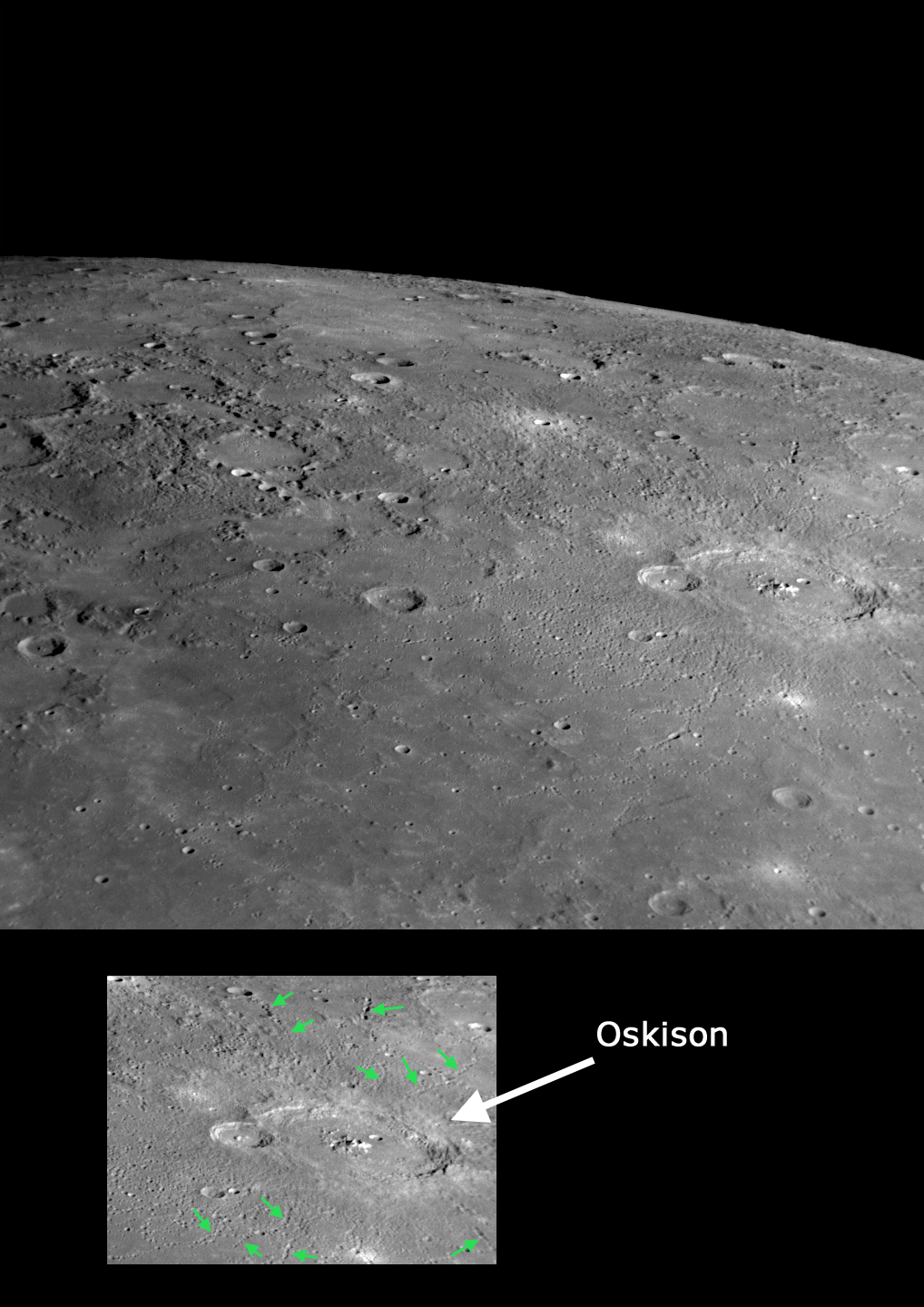
Le cratère Oskison situé dans l’hémisphère nord.
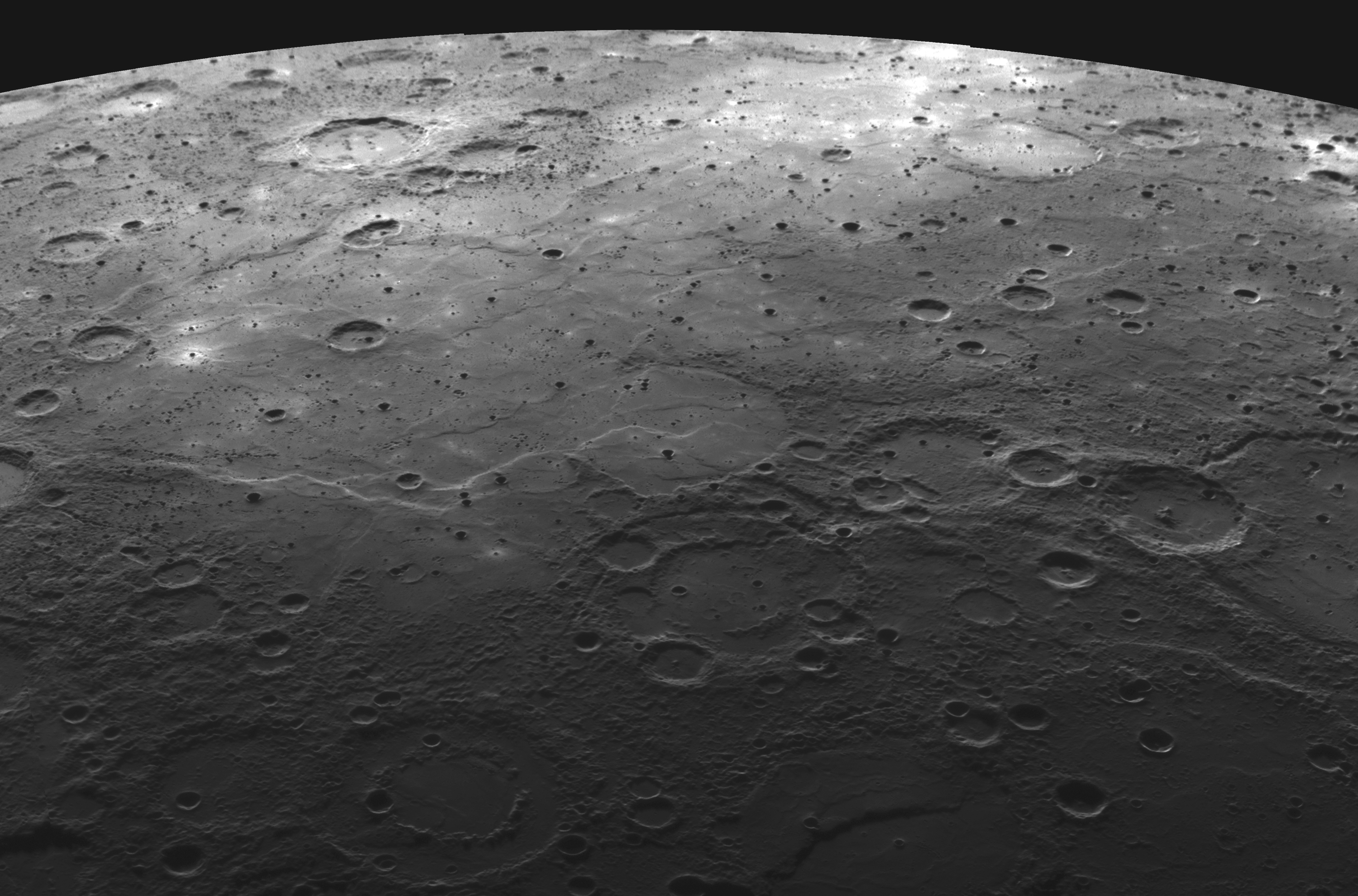
Cratères envahis par la lave et plaines d’épanchement d’anciens volcans.

## En orbite autour de Mercure (mars 2011-mars 2015)

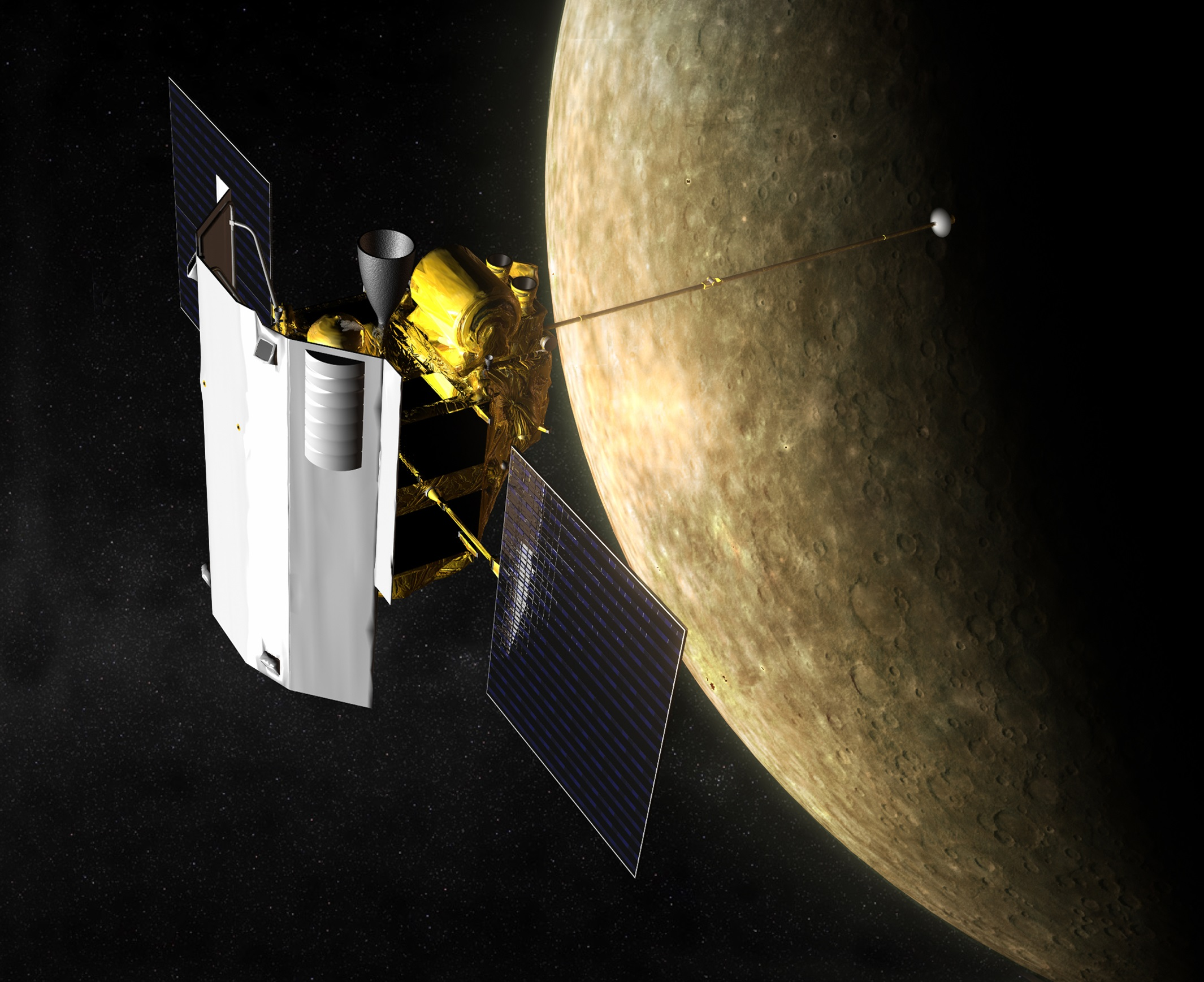
MESSENGER en orbite autour de Mercure (vue d’artiste).

### L'insertion en orbite autour de Mercure
Lors de son quatrième passage près de Mercure, le 18 mars 2011, MESSENGER a suffisamment réduit sa vitesse et modifié les caractéristiques de sa trajectoire pour pouvoir se placer en orbite autour de la planète avec la quantité de carburant dont elle dispose. La sonde aura alors parcouru 7,9 milliards de kilomètres depuis son lancement. Pour réussir cette manœuvre d’insertion cruciale (Mercury orbit insertion, MOI), la sonde arrive selon une trajectoire rasant le pôle nord et, peu après avoir survolé celui-ci, réduit sa vitesse de 0,86 km/s. Elle utilise à cette fin sa propulsion principale durant 15 minutes en consommant environ 31 % de la masse des ergols dont elle disposait au départ de la Terre. Trois jours après son arrivée, des petites corrections sont apportées pour parfaire l’orbite,,. Avant d’entamer la phase de recueil de données scientifiques, le fonctionnement de la sonde et de ses instruments dans l’environnement thermique très dur de l’orbite est vérifié durant plusieurs semaines. Les instruments scientifiques sont mis en marche le 23 mars et les premières données scientifiques sont collectées à partir du 4 avril.

### Caractéristiques de l'orbite autour de Mercure
La sonde se trouve sur une orbite polaire d’inclinaison 82,5° très elliptique (200 km × 15 193 km), qu’elle parcourt en 12 heures. Sur cette trajectoire, la sonde survole au plus près Mercure au niveau des 60° de latitude nord. Cette orbite permet les meilleures observations au niveau de l’hémisphère nord, où se situe le Bassin Caloris, le cratère le plus vaste et la formation la plus intéressante de la planète. Une orbite très elliptique a été préférée à une orbite circulaire, car la sonde, lorsqu’elle survole à 200 km Mercure, est soumise à la chaleur que la planète réfléchit (celle-ci est quatre fois plus importante que celle réfléchie lors d’un survol de la Terre à la même altitude) : en se tenant écartée de Mercure sur une partie de son orbite, la sonde parvient à maintenir sa température dans une fourchette acceptable. Au fur et à mesure de l’avancement de la mission, l’attraction gravitationnelle du Soleil déforme l’orbite, en augmentant l’altitude et la latitude au périgée, ainsi que l’inclinaison. Pour compenser ces modifications, il est prévu que chaque année mercurienne (tous les 88 jours terrestres), deux manœuvres destinées à rétablir l’orbite d’origine soient effectuées à des dates qui permettent une exposition réduite du corps de la sonde au Soleil ; en effet, l’utilisation de la propulsion implique de modifier l’orientation de la sonde qui n’est alors plus protégée par le pare-soleil. La première de ces corrections est effectuée au périgée et accélère la sonde pour ramener sa période orbitale à 12 heures 15 minutes tandis que la deuxième manœuvre, exécutée à l’apogée, ralentit MESSENGER pour ramener la période orbitale à 12 heures et l’altitude minimale à 200 km.

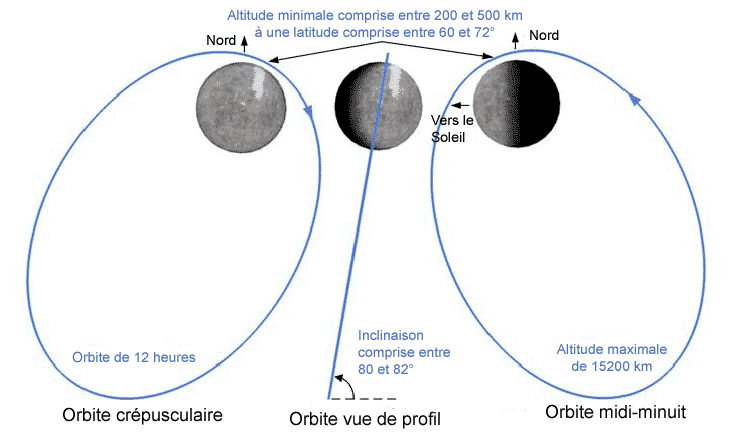
Schéma 5 : Orbite de MESSENGER autour de Mercure.

### Déroulement des opérations durant la mission primaire
Mercure effectue une rotation sur elle-même (jour sidéral) en 58,7 jours terrestres. Par ailleurs, en raison de la proximité du Soleil, Mercure décrit une orbite autour de celui-ci en seulement 88 jours terrestres. Il en résulte qu’un jour solaire, c’est-à-dire la durée entre deux retours successifs du Soleil au méridien local, dure 176 jours terrestres. Au cours de la durée nominale de la mission (une année terrestre), MESSENGER, qui circule sur un plan orbital fixe dans un repère inertiel, et donc en rotation par rapport à la direction du Soleil, va voir défiler seulement deux fois le même terrain sous ses instruments. La première de ces «journées mercuriennes» est consacrée à une cartographie de l’ensemble de Mercure, tandis que la deuxième journée sera dédiée à des observations plus ciblées,.
Pour chaque orbite de 12 heures, la sonde consacre 4 heures au recueil de données scientifiques puis, après avoir modifié son orientation pour pointer son antenne vers la Terre, transmet durant 8 heures les données collectées vers les stations terrestres. La séquence des opérations à exécuter par les instruments scientifiques, qui comprend des dizaines de milliers de commandes, est transmise une fois par semaine à la sonde depuis la Terre, après avoir été testée et validée. En cas d’anomalie de fonctionnement d’un instrument ou si le réseau d’antennes sur Terre a perdu une partie des données transmises par la sonde, des modifications dans le déroulement des opérations peuvent être apportées très rapidement.

### Première extension de mission (mars 2012 - mars 2013)
En novembre 2011, la NASA annonce que la mission d'étude de Mercure, dont la durée initiale était d'un an, est prolongée d'une nouvelle année, jusqu'en mars 2013. Durant cette deuxième phase de la mission, la sonde passe plus de temps à faible distance de la planète pour permettre de poursuivre des objectifs scientifiques élargis et d'effectuer des observations plus ciblées. Cette phase est utilisée pour étudier les réactions de l'environnement de Mercure à l'accroissement de l'activité solaire en cours. Six nouveaux objectifs découlant des observations effectuées depuis que MESSENGER s'est placée en orbite autour de la planète
, sont identifiés :
- quelle est la source des éléments volatils de Mercure ? ;
- jusqu'à quand Mercure a-t-elle eu une activité volcanique ? ;
- comment la topographie a-t-elle évolué dans le temps ? ;
- quelle est l'origine des zones de plus forte densité de l'exosphère ? ;
- comment le cycle solaire modifie-t-il l'exosphère de Mercure et les déplacements des éléments volatils ? ;
- quelle est l'origine des électrons énergétiques de Mercure ?

Le changement d'orbite intervient entre le 16 et 20 avril 2012. Seul l'apogée (le point le plus éloigné de l'orbite) est modifié : il est ramené de 14 700 km à 10 300 km, ce qui permet à la sonde de boucler trois orbites par jour au lieu de deux. Ce changement permet aux scientifiques de bénéficier d'un accroissement de 50 % des données collectées par les instruments (ceux-ci ne fonctionnent que lorsque la sonde est proche de Mercure). La nouvelle orbite permet d'accroitre la qualité des données fournies pour les latitudes septentrionales par les spectromètres chargés d'analyser la surface de Mercure, de multiplier les mesures d'altitude effectuées par l'altimètre laser dans ces régions et de réaliser des images de l'hémisphère sud monochromes et multispectrales, avec une résolution accrue. Sur sa nouvelle orbite, la sonde dispose de moins de temps pour évacuer la chaleur reçue lors de son passage à faible distance de Mercure, mais les calculs et l'expérience acquise ont démontré que l'impact se limitait à une augmentation de 5 degrés Celsius de quelques équipements, qui restaient dans la limite de leurs conditions de fonctionnement

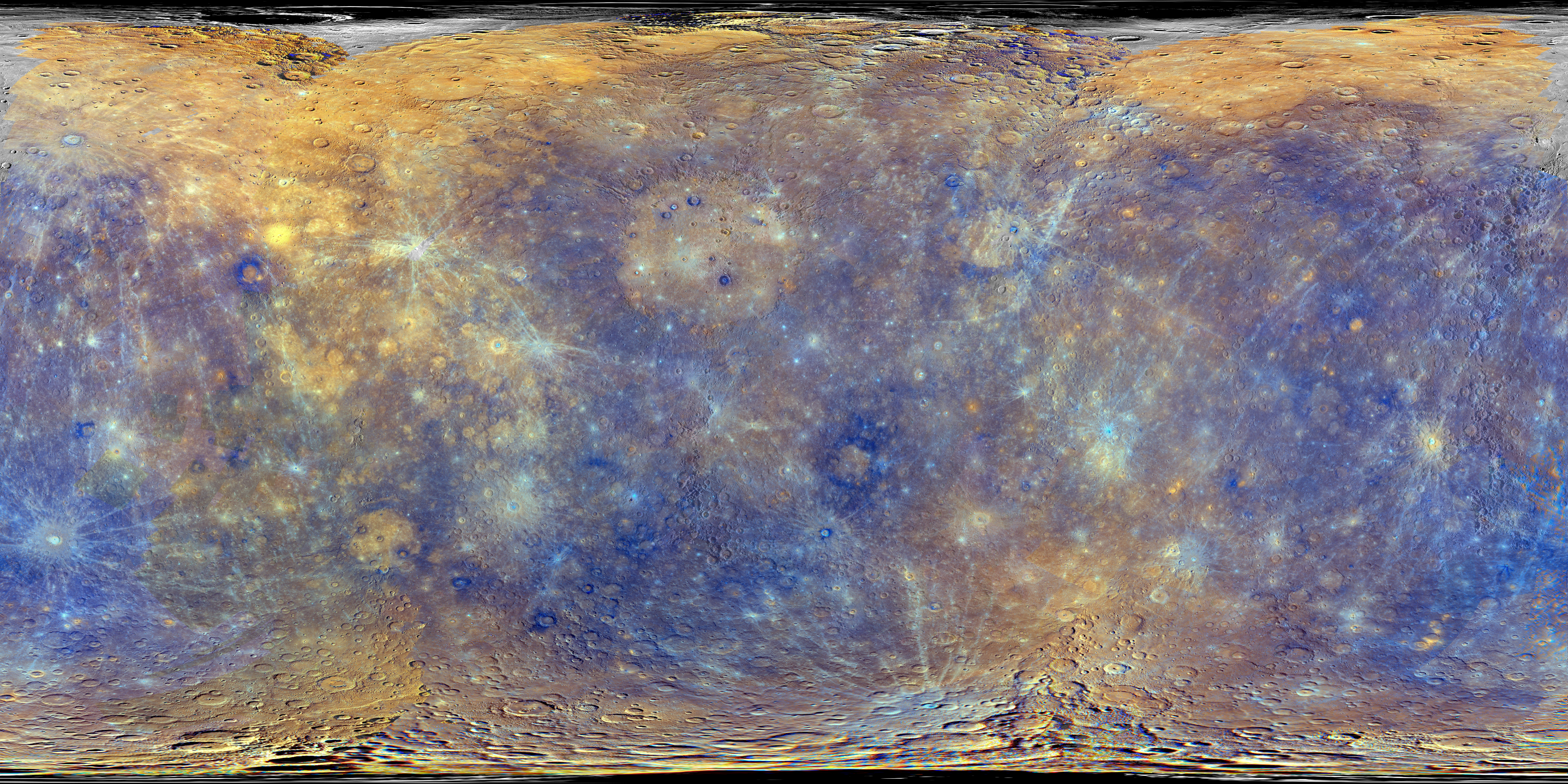
Carte en fausses couleurs de Mercure mettant en évidence les différences de composition des roches de surface.

.

### Deuxième extension et fin de mission (mars 2013 - avril 2015)
En mars 2013, une deuxième extension de mission est décidée, qui doit notamment répondre aux questions suivantes:
- quels sont les processus actifs et récents qui modifient la surface de la planète ? ;
- comment les tensions dans la croûte ont évolué avec le temps ;
- comment la composition des matériaux volcaniques a-t-elle évolué avec le temps ? ;
- quelles sont les caractéristiques des matériaux volatils stockés dans la région du pôle nord ? ;
- quelles sont les répercussions des précipitations d'ions et d'électrons énergétiques sur le sol de Mercure ? ;
- comment l'exosphère et la magnétosphère de Mercure réagissent-elles dans les cas de vent solaire fort durant ou juste après le maximum solaire ? ;
- obtenir de nouveaux éléments sur l'évolution de la température et de la croûte de Mercure grâce aux mesures à forte résolution réalisées à basse altitude.

En novembre 2013, la trajectoire des comètes 2P/Encke et ISON les fait passer à portée de la sonde spatiale, ce qui permet aux instruments de celle-ci de réaliser des observations de qualité. En février 2014, MESSENGER transmet sa 200 000e photo, alors que l'objectif fixé était la réalisation de 2000 photos. Lors de la discussion du budget de la NASA qui a lieu début 2014, l'extension de la mission jusqu'à épuisement du carburant en mars 2015 est remise en cause par les réductions budgétaires proposées par la NASA. Finalement, une ligne budgétaire plus importante que prévu pour les sciences planétaires permet de mener la mission de MESSENGER jusqu'à son terme.
Du fait des modifications apportées à l'orbite, celle-ci s'abaisse selon un rythme beaucoup plus rapide à partir de novembre 2013. La latitude du périgée glisse progressivement de 85 à environ 60°. La dernière extension de mission prévoit d'exploiter l'abaissement du périgée pour réaliser des mesures très précises et très fines, notamment du champ magnétique résiduel. La sonde pourra également réaliser des images à très haute résolution, puisque l'altitude atteindra à certains moments 25 km. Il est prévu que les moteurs-fusées de la sonde spatiale soient utilisées à quatre reprises pour relever le périgée et éviter à la sonde spatiale de percuter un relief de Mercure (manœuvres notées OCM-9 à OCM-12 sur le schéma ci-dessous). La sonde spatiale, après épuisement de son carburant, devrait s'écraser sur le sol de Mercure entre mars et avril 2015,,.

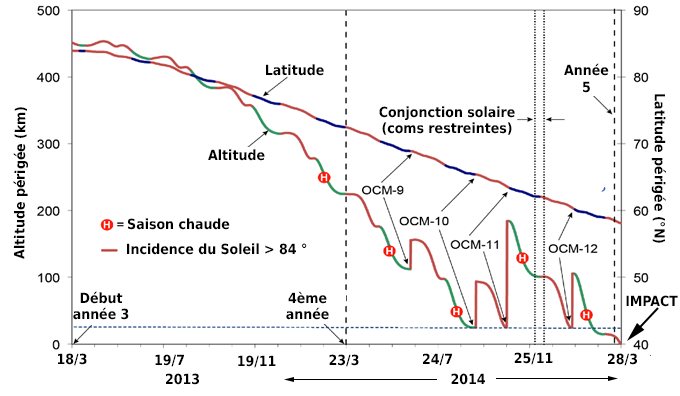
Évolution de l'orbite de MESSENGER (altitude et latitude périgée) et manœuvres destinées à relever l'orbite (notées OCM) durant la dernière phase de la mission.

### Fin de mission
Le 24 octobre 2014, les moteurs de la sonde spatiale sont mis à feu pour modifier l'orbite, de manière que le point le plus bas prenne une valeur comprise entre 25,4 et 184,4 km. Le 21 janvier 2015, une nouvelle manœuvre est effectuée avec un delta-v de 9,67 m/s pour relever le périgée de l'orbite de 25,7  à   105,1 km
. La campagne d'observation à basse altitude permise par cette orbite basse permet de déterminer que le refroidissement de Mercure se poursuit actuellement, car certains escarpements générés par ce processus remontent à moins de 50 millions d'années. Des images prises à faible distance des dépôts de glace observés aux pôles dans les zones des cratères plongées en permanence dans l'ombre montrent que certains dépôts sont récents, sans que le processus impliqué puisse être identifié. Alors que les réserves d'ergols s'épuisent, les responsables de la mission décident de réaliser une série de manœuvres plus risquées mais moins coûteuses en carburant. La première des cinq manœuvres est réalisée le 18 mars et permet de relever à 35,4 km le périgée, qui était tombé à 11,6 km. La deuxième manœuvre a lieu le 2 avril. MESSENGER s'est écrasé sur le sol de Mercure après avoir épuisé ses ergols le 30 avril 2015 à 19 h 26, en creusant selon les calculs un cratère d'impact de 16 mètres de diamètre au nord du cratère Shakespeare,.

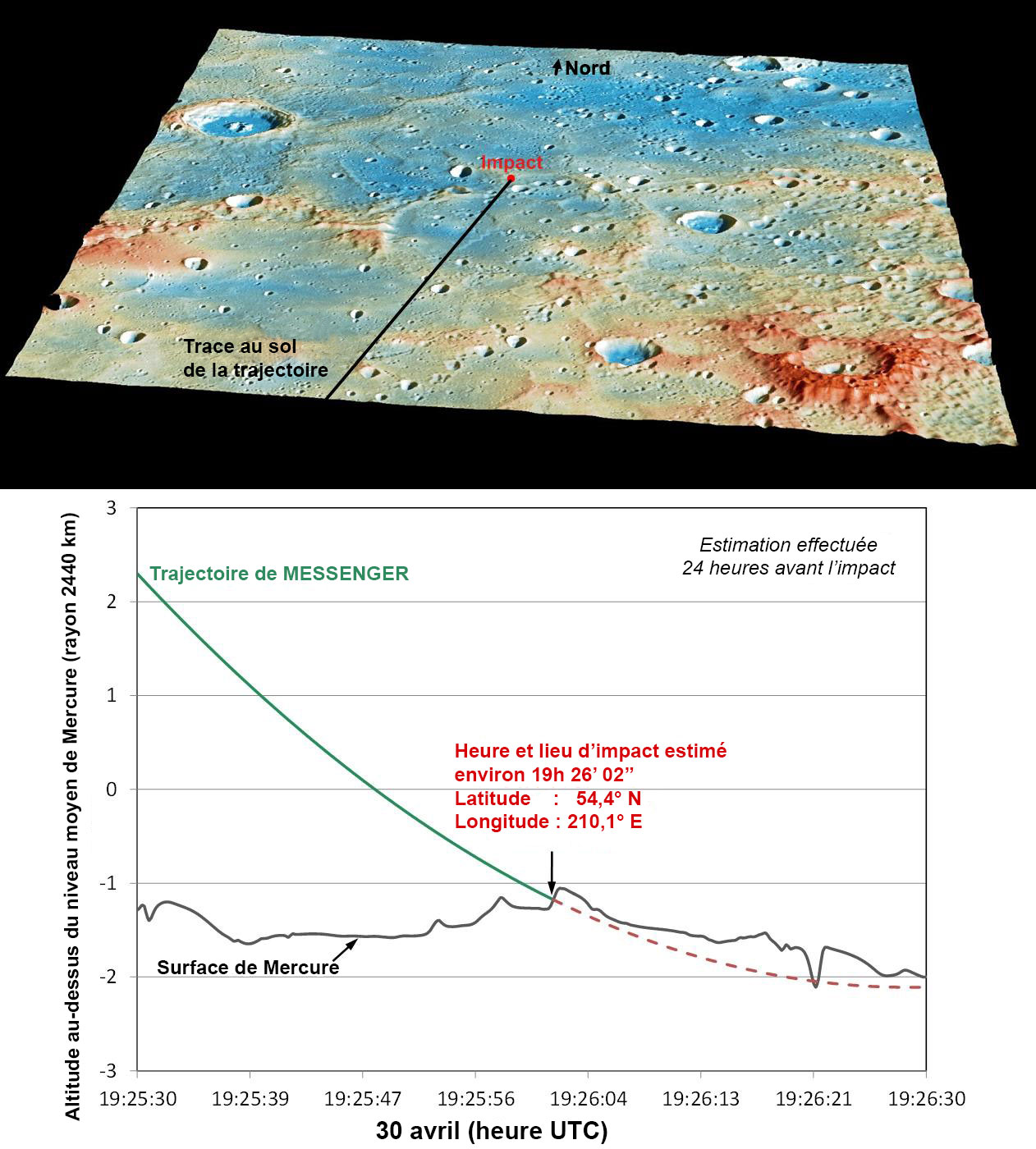
Trajectoire et site d'impact de la sonde MESSENGER à la surface de Mercure le 30 avril 2015 selon les projections de l'équipe projet.

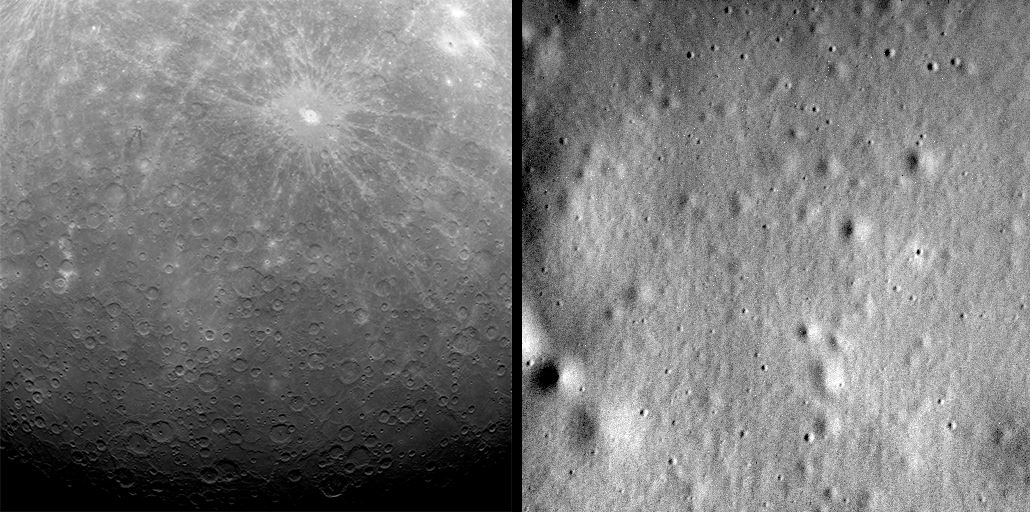
MESSENGER - Images: la première image prise par la sonde (29 avril 2011) et la dernière (30 avril 2015).

## Résultats scientifiques

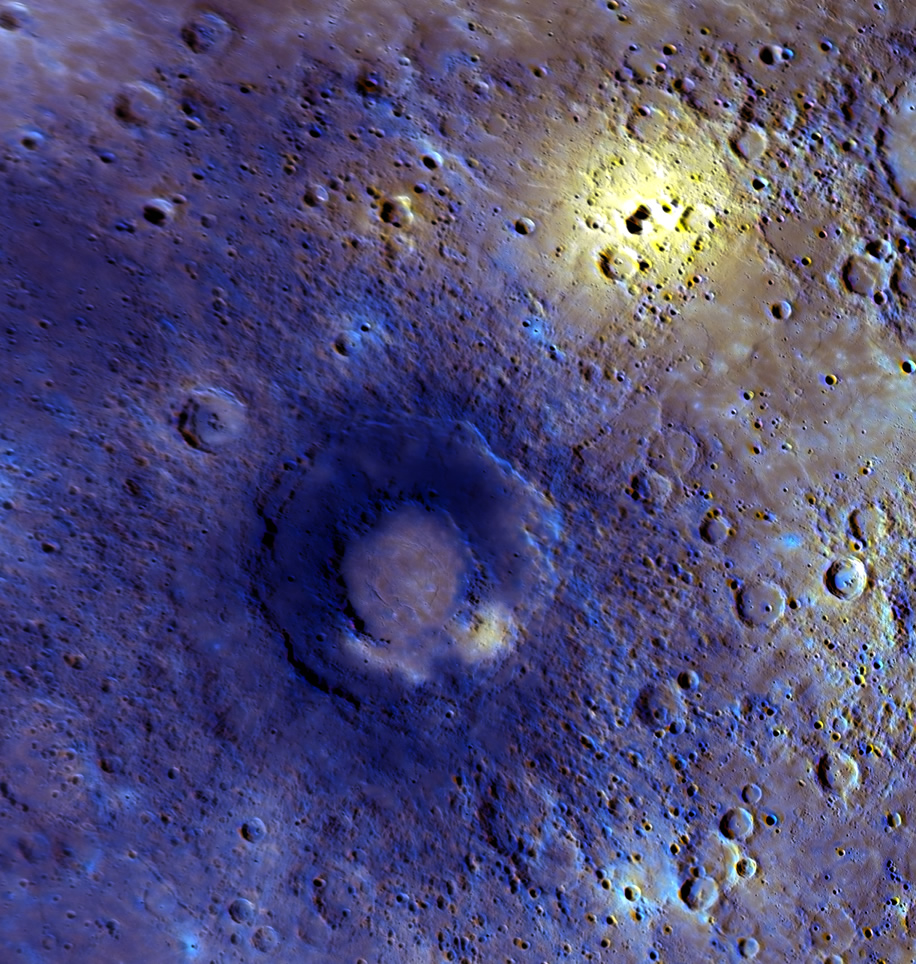
Photo en fausses couleurs du cratère Rachmaninoff prise au cours du 3e survol : la zone jaune et l’intérieur du cratère pourraient avoir une origine volcanique.

### Données collectées au cours du survol de Vénus de 2007
Les données collectées par le spectromètre à neutrons lors du survol de Vénus ont été utilisées en 2020 pour calculer la demi-vie de désintégration du neutron libre. La valeur obtenue, bien que sujette à une incertitude nettement plus élevée que d'autres méthodes de mesures, est considérée par ses auteurs comme une preuve de l'intérêt d'effectuer une nouvelle fois l'expérience avec un instrument en orbite et non en simple survol.

### Données collectées au cours des survols de 2008 et 2009
Les trois survols de Mercure effectués en 2008 et 2009 ont déjà permis, malgré la brièveté du temps d’observation, de collecter de nombreuses données exploitables sur le plan scientifique. La couverture photographique de la planète, qui était de 45 % avant le lancement de MESSENGER, atteint 98 % après les trois survols. Deux zones situées au niveau de chaque pôle restent à photographier. Toutefois, parmi les prises de vue effectuées durant les survols, certaines ont été réalisées dans des conditions d’éclairage qui ne sont pas idéales pour mettre en évidence la topographie. Les photos prises ont fourni des aperçus des formations les plus remarquables de Mercure, comme les escarpements, hauts parfois de plusieurs kilomètres qui s’allongent sur des centaines de kilomètres, et les bassins d’impact entourés d’anneaux concentriques. Contrairement à la Lune et à Mars, le relief des grandes régions de Mercure ne présente pas de dissymétrie particulière. L’analyse de l’exosphère de Mercure au cours des 3 survols successifs a permis de constater que ses caractéristiques variaient fortement en fonction de la pression solaire, ces variations étant elles-mêmes induites par l’orbite à forte excentricité de Mercure. Le troisième survol a confirmé l’abondance particulière du titane et du fer à la surface de la planète, en contradiction avec les prévisions des scientifiques. La sonde a pu mesurer que le champ magnétique est de type dipolaire et est parfaitement aligné avec l’axe de rotation de la planète, ce qui constitue un élément important dans la détermination de l’origine du magnétisme de Mercure,.

### Données collectées durant le séjour en orbite autour de Mercure (mars 2011-mars 2015)

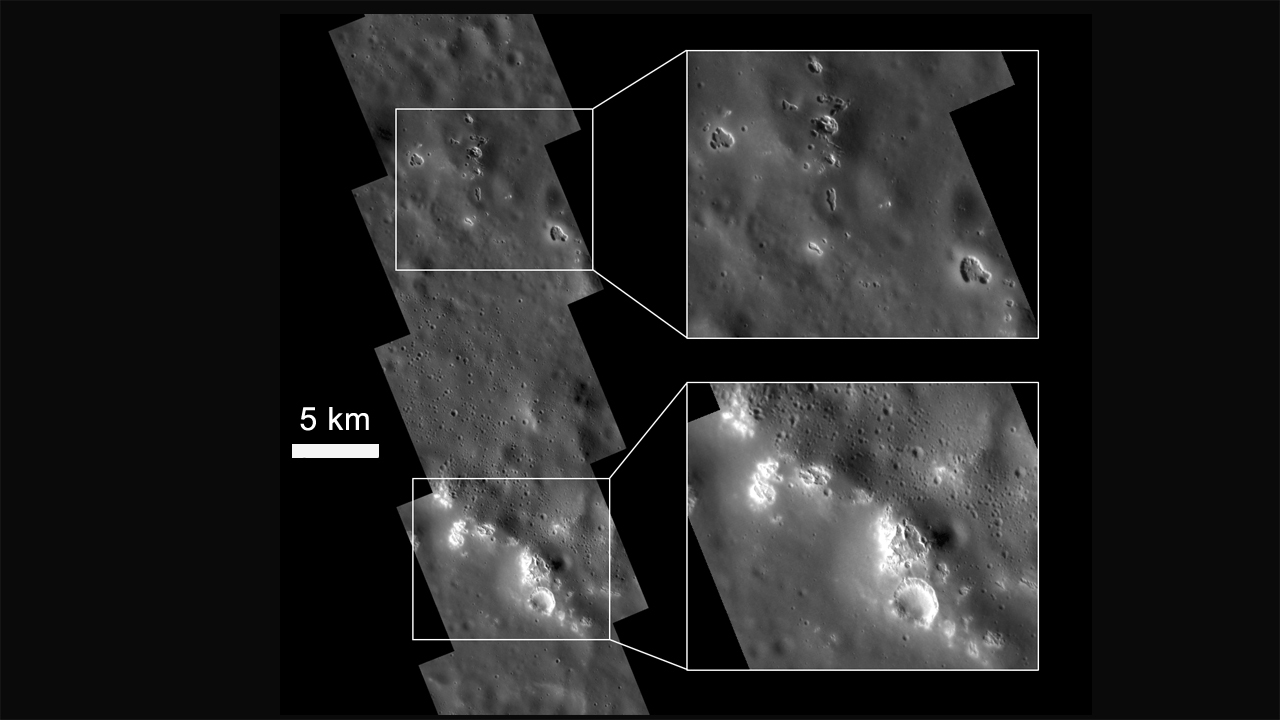
Détail des structures brillantes observées à la surface de Mercure (21 mètres/pixel).

Fin 2011, alors que les trois quarts de la durée de la mission primaire sont écoulés, la sonde MESSENGER, qui fonctionne jusque-là sans incident notable, a fourni de nouveaux éclairages sur Mercure dans plusieurs domaines :
- fin décembre 2011, 60 000 photographies ont été prises des principales formations situées à la surface de Mercure. La couverture photographique de la planète est désormais de 99 %. Des photographies énigmatiques de dépôts brillants situés au fond de certains cratères avaient été prises lors des survols de MESSENGER qui avaient précédé sa mise en orbite. De nouvelles photos, prises avec une résolution allant jusqu'à 10 mètres par pixel, ont révélé qu'il y avait à ces emplacements des groupes de cavités, dépourvues de lèvres, d'une taille variable comprise entre quelques centaines de mètres et plusieurs kilomètres. Ces formations sont souvent entourées de halos de matériaux hautement réfléchissants et sont généralement associées à des roches éjectées par le processus de formation de cratères : on les trouve ainsi sur les lèvres des cratères, les pics centraux et les anneaux de pics. Ces formations, qui comptent parmi les plus récentes et les plus brillantes présentes sur la planète, n'avaient jamais été observées auparavant sur aucune autre planète ou lune du système solaire. L'origine de ces dépressions n'est pas expliquée. Toutefois, leur apparence, qui donne l'impression de résulter d'une gravure, suggère qu'elles se sont formées par enlèvement de matériau depuis la surface[65]. Une des théories avancées est que ces dépressions résultent de la sublimation des éléments volatils contenus dans les roches, ce qui impliquerait que la croûte de Mercure contient plus d'éléments volatils que prévu par les théories en vigueur. Par ailleurs, les photos prises confirment que les déformations affectant la croûte de Mercure sont essentiellement liées à la contraction de la planète et sont à l'origine de gigantesques escarpements lobés et de failles, mais il existe également des dizaines de zones, généralement situées à l'intérieur de cratères ou de bassins, qui présentent au contraire des signes d'expansion de la croûte[66],[67] ;
- le spectromètre à rayons X a effectué plusieurs découvertes importantes sur la composition du sol de Mercure. Contrairement au sol de la Lune, celui de Mercure n'est pas dominé par les roches riches en feldspath. Les mesures ont également confirmé des observations effectuées par télescope depuis la Terre, suggérant que des sulfures sont présents à la surface de Mercure. En conséquence, les blocs de matériaux qui ont formé la planète étaient moins oxydés que ceux ayant servi à la formation des autres planètes intérieures. Cette théorie aurait des répercussions importantes sur notre compréhension du volcanisme sur Mercure. Par ailleurs, le spectromètre à rayons gamma GRS a fourni un éclairage sur la formation et les débuts de l'histoire de la planète, en montrant que l'abondance du potassium moyennement volatil était aussi élevée que celle des éléments réfractaires tels que le thorium et l'uranium. Cette constatation, identique à ce qui est observé sur Mars ou la Terre, signifie que la densité très élevée de Mercure ne peut pas être expliquée par un impact géant ou la vaporisation initiale des couches externes de la planète par la nébuleuse solaire[66],[67] ;
- l'altimètre laser MLA a effectué plus de deux millions de mesures altimétriques de l'hémisphère nord. Les sommets les plus importants s'élèvent à 9 km, comparables à l'Everest sur la Terre. La calotte polaire est une zone de basse altitude. MESSENGER n'a pas encore pu déterminer la nature du matériau réfléchissant les ondes radar qui tapisse les zones, en permanence à l'ombre, de certains cratères dans les zones polaires. Mais les mesures de la profondeur des cratères ne contredisent pas la théorie selon laquelle ce matériau serait de la glace d'eau[66],[67] ;
- le magnétomètre embarqué a permis de déterminer, après plusieurs orbites, que l'équateur magnétique de Mercure est situé à 0,2 rayon, soit 480 km au nord du centre de la planète. Le noyau métallique fondu, situé au cœur de la planète, à l'origine du champ magnétique, comporte donc une importante asymétrie nord-sud. En conséquence, le champ magnétique comporte un trou important au niveau du pôle sud, qui permet aux particules du vent solaire de frapper la surface de Mercure. Ce phénomène arrache des atomes de la surface qui viennent alimenter l'atmosphère ténue de Mercure tout en "polissant" le sol[68].

D'autres résultats ont été produits durant les extensions de la mission :
- le spectromètre à neutrons de la sonde spatiale a définitivement[N 3] démontré que de la glace d'eau se trouvait à la surface de Mercure, malgré sa température très élevée (jusqu'à 400 °C). Celle-ci se trouve stockée à l'intérieur de cratères en permanence à l'ombre, situés dans les régions polaires de la planète. Les caméras montrent à ces endroits un matériau sombre qui, selon les hypothèses des scientifiques, serait constitué d'un matériau riche en molécules organiques, comme en transportent les comètes et les astéroïdes, qui sont supposés être à l'origine de cette eau. Cette découverte remet en cause le modèle de formation de la planète[69],[70],[71] ;
- le noyau métallique de Mercure, en se refroidissant, a entraîné une diminution du diamètre de la planète (4 880 km, soit un tiers de celui de la Terre), du fait du volume moins important occupé par le métal en phase solide. Des falaises, hautes de plusieurs kilomètres et longues de plusieurs centaines de kilomètres, qui résultent de cette contraction, se sont formées et sillonnent la surface actuelle de la planète. Elles ont été observées dès la mission de Mariner 10[N 4]. Les scientifiques avaient à l'époque calculé que les reliefs observés indiquaient une réduction du diamètre de la planète comprise entre 1 et 3 km. Mais cette valeur était inférieure à ce qui était prédit par la modélisation du refroidissement du noyau de Mercure, sur les 4 derniers milliards d'années. Les données recueillies par l'altimètre de MESSENGER ont permis de réévaluer la réduction de diamètre à 7 km, et ainsi de réconcilier la modélisation et les données de terrain[72].

Au cours de sa mission, MESSENGER a effectué 4104 fois le tour de Mercure, et pris plus de 270 000 photos.

### Prise de vue de l'ensemble du système solaire
La caméra grand angle WAC de MESSENGER a réalisé, entre le 3 et le 16 novembre 2010, 34 photos qui ont permis par photomontage, d'obtenir un portrait de l'ensemble du système solaire, symétrique de celui réalisé par Voyager 1 le 14 février 1990. Seules les planètes Uranus et Neptune n'y figurent pas car, situées entre 3 et 4,4 milliards de kilomètres, elles ne peuvent être discernées à cette distance.

## Le successeur de MESSENGER: la mission BepiColombo

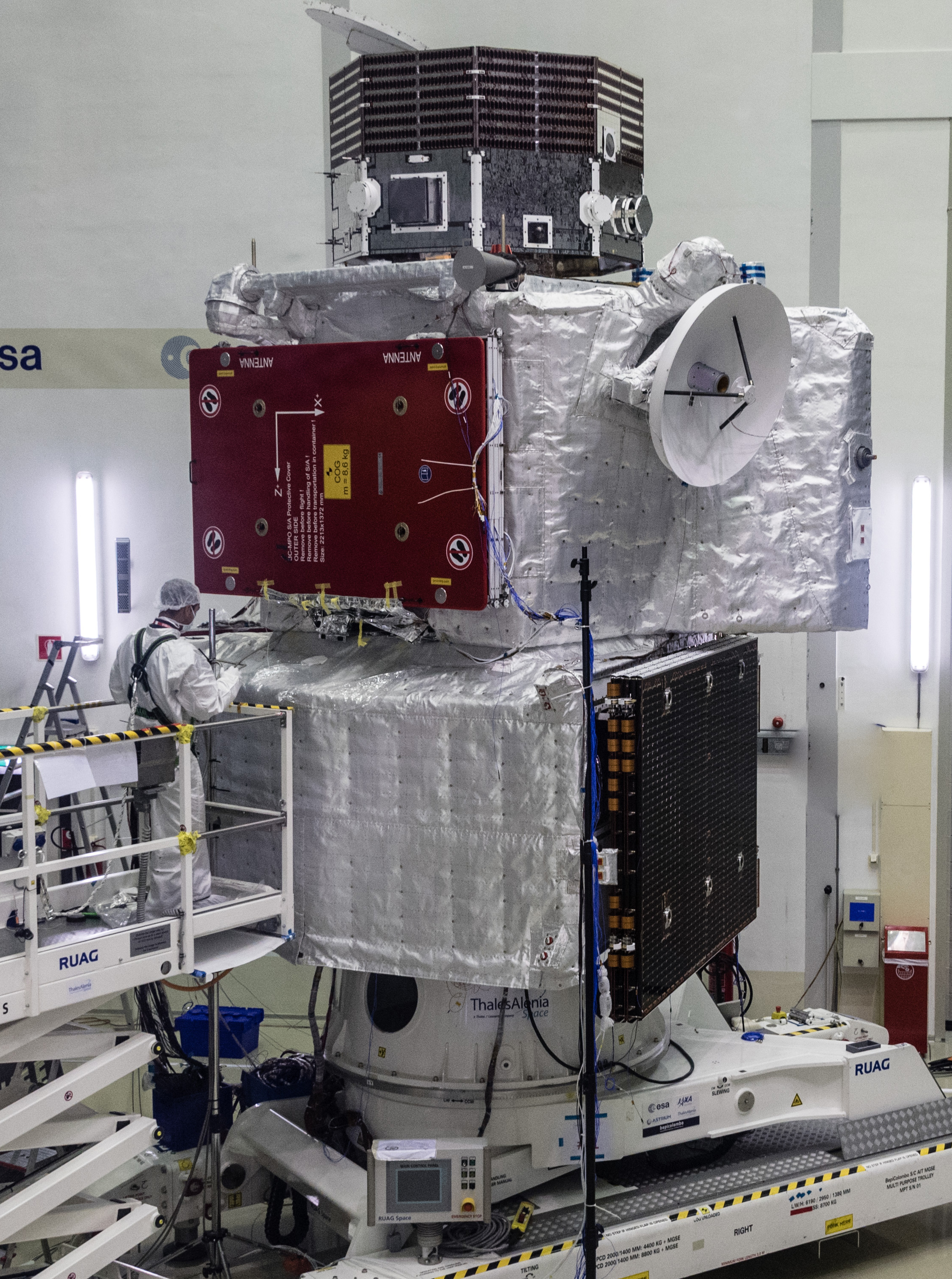
BepiColombo en cours d'assemblage final sans le pare-soleil (2017).

La mission BepiColombo développée conjointement par l'Agence spatiale européenne et l'Agence d'exploration aérospatiale japonaise (JAXA) doit prendre la suite de l'étude de Mercure. Cette mission lourde (coût global équivalent à environ 2 milliards US$ soit 4 fois celui de MESSENGER) a été lancée le 19 octobre 2018 et se placera en orbite autour de Mercure en décembre 2025. Elle comprend deux orbiteurs :
- MPO, qui est développé par l'ESA et qui emporte 11 suites instrumentales, doit étudier l'intérieur et la surface de la planète Mercure ainsi que son exosphère.
- MMO, développé par l'agence spatiale japonaise JAXA et qui comprend 5 instruments scientifiques, a pour objectif l'étude du champ magnétique, de l'exosphère ainsi que des ondes et des particules situées dans l'environnement immédiat de la planète.

Un troisième module, le Mercury Transfer Module, ou MTM, dont la maîtrise d'œuvre est confiée à l'ESA, prend en charge la propulsion des modules MPO et MMO jusqu'à l'orbite de Mercure. Pour parvenir jusqu'à cette planète, BepiColombo a néanmoins recours à neuf reprises à l'assistance gravitationnelle des planètes intérieures. La mission primaire qui doit durer un an pourra être prolongée de manière optionnelle d'une année supplémentaire.
Cette mission devrait apporter de nombreuses informations complémentaires car elle emporte une gamme d'instruments plus performants et beaucoup plus étendue que MESSENGER. Les orbites retenues pour les deux orbiteurs sont par ailleurs optimisés pour répondre aux besoins tout en étant dans le même plan orbital ce qui facilite le recoupement entre les données collectées.